# ZDF Magazin Royale/Episodenliste
Diese Episodenliste enthält die Zusammenfassungen der Episoden bzw. Folgen der deutschen satirischen Late-Night-Show ZDF Magazin Royale. Sortiert sind diese nach dem Erstausstrahlungstermin auf dem Sender ZDF.

## Episodenliste
| Folge samt | Folge Jahr | Erstausstrahlung  | Titel | Hauptthema | Thematische Gäste | Musik | Hashtag                 |
| ---------- | ---------- | ----------------- | --- | --- | --- | --- | ----------------------- |
| 001        | 01         | 6. Nov. 2020      | Die ganz große Verschwörung!                                                                                          | Personen aus Familien mit NS-Vergangenheit wie Julia Stoschek oder Max Brose und deren Reichtum und Einfluss in der Gegenwart | – | Scooter – FCK 2020 | #zdfmagazin             |
| 002        | 02         | 13. Nov. 2020     | Das Weltauto! – Volkswagen does it again                                                                              | Menschenrechtsverletzungen im Volkswagen-Konzern, Wettbewerb um den CDU-Parteivorsitz | – | Jan Böhmermann feat. Jadebuben – Zur Not Norbert Röttgen | #zdfmagazin             |
| 003        | 03         | 20. Nov. 2020     | Online-Glücksspiel in Schleswig-Holstein                                                                              | Fernsehwerbung für Online-Casinos, deren rechtliche Stellung sowie Verflechtungen mit der Politik besonders in Schleswig-Holstein | – | AnnenMayKantereit – Vergangenheit und Gegenwart | #zdfmagazin             |
| 004        | 04         | 27. Nov. 2020     | Eier aus Stahl: Wirecard-Vorstand Jan Marsalek                                                                        | Wirecard-Skandal, Demonstrationen gegen Corona-Maßnahmen | Danyal Bayaz, Florian Toncar, Fabio De Masi | Jana aus Kassel – Das Musical | #zdfmagazin             |
| 005        | 05         | 4. Dez. 2020      | Rassismus bei der Polizei                                                                                             | Rassismus und Antisemitismus bei der Polizei | – | Jan Böhmermann als POL1Z1STENS0HN – Bürgermeister | #zdfmagazin             |
| 006        | 06         | 11. Dez. 2020     | Raubkunst in Berlin? – Kolonialkunst im Humboldt Forum                                                                | Kunstraub in der Kolonialzeit und deren zukünftige Ausstellung im Humboldt Forum | Bénédicte Savoy | – | #zdfmagazin             |
| 007        | 07         | 18. Dez. 2020     | Corona-Unternehmer des Jahres                                                                                         | Wirtschaftliche Profiteure von Querdenken; Auszeichnung von Michael Ballweg als „Corona-Unternehmer des Jahres“ | – | Lucky Kids feat. Jan Böhmermann – Meine Oma 2.0 Woodkid – Highway 27 | #zdfmagazin             |
| 008        | 01         | 29. Jan. 2021     | Trumpism – Trump-Wahnsinn made in Germany!                                                                            | Qualitätssiegel „Oranger Engel – Das Trumpzeichen“ zeigt Ähnlichkeiten von Donald Trump bei deutschen Politikern auf | – | Jan Böhmermann – Showmaster ist mein Beruf (orig. Rudi Carrell) | #zdfmagazin             |
| 009        | 02         | 5. Feb. 2021      | Die Frontex Files: Glock, Airbus, Heckler & Koch – Die geheimen Dates von Frontex und der Rüstungsindustrie           | Menschenrechtsverletzungen durch die Europäische Agentur für die Grenz- und Küstenwache Frontex | – | – | #zdfmagazin             |
| 010        | 03         | 12. Feb. 2021     | Influencer in Dubai: Träume nicht dein Leben, sondern… zieh’ nach Dubai!                                              | Auswanderungen von deutschen Influencern nach Dubai in Verbindung mit Meinungsfreiheitseinschränkungen und Folterungen durch Scheich Muhammad bin Raschid Al Maktum | – | Jan Böhmermanns Top 3 Wintersongs | #zdfmagazin             |
| 011        | 04         | 19. Feb. 2021     | Die spektakulärsten 17 deutschen Innenminister der Welt                                                               | Deutsche Innenminister als Verantwortliche für die innere Sicherheitspolitik (anlässlich des Anschlags in Hanau 2020) | Georg Maier | – | #zdfmagazin             |
| 012        | 05         | 26. Feb. 2021     | Stau auf der Datenautobahn – Stop & Go im deutschen Internet                                                          | Probleme bei der Digitalisierung durch die Privatisierung der Telekom nach der Postreform unter Helmut Kohl | – | – | #zdfmagazin             |
| 013        | 06         | 5. März 2021      | Böhmis wunderbare Welt des Fußballs: Warum der Profifußball rollt – trotz Pandemie!                                   | Karl-Heinz Rummenigge und die Sonderstellung des deutschen Profifußballs während der Corona-Pandemie unter Einmischung der Bild-Zeitung | Arnd Zeigler | BRKN – Jede Nacht | #zdfmagazin             |
| 014        | 07         | 12. März 2021     | Die Macht des Alpentourismus – Wie Ischgl zum Corona-Cluster wurde!                                                   | Beschleunigung der Verbreitung des Corona-Virus in Europa durch Präferenz des Tourismus vor dem Natur- und Bevölkerungsschutz durch die Gemeinde Ischgl | Carla Reemtsma | Jan Böhmermann als Tommy Tellerlift – Ischgl-Fieber (Husti Husti Heh) | #zdfmagazin             |
| 015        | 08         | 19. März 2021     | Kein Endlager in Sicht! – Wohin mit unserem Atommüll?                                                                 | Langfristige Gefahren von Atommüll und Herausforderungen und Verfehlungen bei dessen Endlagerung | Ekaterina Leonova & Erich Klann | | #zdfmagazin             |
| 016        | 09         | 26. März 2021     | Nazi-Hotspot Sachsen – Rechtsextremismus im Osten: So geht sächsisch!                                                 | Neonazis und westdeutsche Politiker in Sachsen | – | Jan Delay – Eule | #zdfmagazin             |
| 017        | 10         | 9. Apr. 2021      | Sand: Der zweitwichtigste Rohstoff der Welt!                                                                          | Sand und Einflüsse der Sandmafia | Kiran Pereira | Danger Dan feat. Igor Levit – Das ist alles von der Kunstfreiheit gedeckt | #zdfmagazin             |
| 018        | 11         | 16. Apr. 2021     | Burda, Bauer, Klambt & Co.: „Presse“, die lügt – Das Geschäft der Klatschpresse                                       | Geschäftsmodell und „Quantitätsjournalismus“ der Regenbogenpresse | – | Nura – Niemals Stress mit Bullen | #freizeitmagazin        |
| 019        | 12         | 23. Apr. 2021     | 16 Jahre Hartz IV: Wer profitiert wirklich davon?                                                                     | Ungerechtigkeiten und Profiteure des Hartz-IV-Systems | – | – |                         |
| 020        | 13         | 30. Apr. 2021     | Wer regiert den deutschen Film? – Das Problem der deutschen Filmlandschaft                                            | Deutsche Filmförderungen und inhaltlich ähnliche deutsche Kinofilme | – | Jan Böhmermanns Top 3 Corona-Arbeiterhits |                         |
| 021        | 14         | 7. Mai 2021       | Sebastian Kurz – Der Penatenkanzler und seine türkise Familie                                                         | Politisches Netzwerk des österreichischen Kanzlers Sebastian Kurz und dessen Beeinflussung und Ausrichtung der Regierung, der Medien, des Parlaments und der Justiz | – | Mavi Phoenix – Nothing Good |                         |
| 022        | 15         | 3. Sep. 2021      | Manipulierte Fakten – Wie Politik, PR und Nazis die Wikipedia beeinflussen                                            | Manipulation von Wikipedia-Artikeln durch Bundestagsabgeordnete und kommerzielle Dienstleister | – | Jan Böhmermann – Gegen den Staat |                         |
| 023        | 16         | 10. Sep. 2021     | Die Schwachstelle von KI: wir Menschen                                                                                | Diskriminierungsrisiken bei maschinellem Lernen, Täuschung und Bedrohung durch Künstliche Intelligenz: Training von neuronalen Netzwerken durch unausgewogene Daten | – | – |                         |
| 024        | 17         | 17. Sep. 2021     | Vier Räder, sie zu knechten! – Auto first, Mensch second                                                              | Autoland Deutschland: Bevorzugung von Autos im Straßenverkehr und plötzlich aufhörende Fahrradwege | – | Jan Böhmermann – Warum hört der Fahrradweg einfach hier auf? |                         |
| 025        | 18         | 24. Sep. 2021     | Geheime Wahlkampfdaten – Die schmutzigen Facebook-Tricks der Parteien                                                 | Microtargeting auf Facebook durch politische Parteien in Deutschland | – | Tocotronic – Jugend ohne Gott gegen Faschismus | #targetleaks            |
| 026        | 19         | 8. Okt. 2021      | Staatliche Förderung für AfD-Stiftung – Ist die AfD-nahe Desiderius-Erasmus-Stiftung verfassungsfeindlich?            | Staatliche Zuschüsse in Millionenhöhe für AfD-nahe Desiderius-Erasmus-Stiftung und deren rechtsextreme und verfassungsfeindliche Ansichten | – | Sigrid – Burning Bridges |                         |
| 027        | 20         | 15. Okt. 2021     | Zu true, um wahr zu sein – Der Fall der falschen Profiler                                                             | True-Crime-Formate und selbsternannte Profiler wie Mark T. Hofmann, Suzanne Grieger-Langer und Stephan Harbort, die sich im deutschen Fernsehen als angebliche Experten ausgeben | Martin Rettenberger, Leiter der Kriminologischen Zentralstelle | – |                         |
| 028        | 21         | 22. Okt. 2021     | Eingezäunt und isoliert: Das neue Moria – Wenn Geflüchtete zu Gefangenen werden                                       | Das neue Moria | – | – |                         |
| 029        | 22         | 29. Okt. 2021     | CBD-Hype: Teurer Placebo-Effekt? – So wirkt Lifestyle-CBD wirklich (oder auch nicht)                                  | Lifestyle-CBD: Teure Produkte ohne Effekt | – | Marteria feat. ÄTNA – Love, Peace & Happiness |                         |
| 030        | 23         | 5. Nov. 2021      | | Der Eierwurf von Halle – Das Musical. Die Live-gesungene Inszenierung thematisierte den Eierwurf von Halle. Neben dem Rundfunk-Tanzorchester Ehrenfeld traten Sebastian Krumbiegel als Helmut Kohl und Sängerin Angelika Milster als Ei auf. | – | – |                         |
| 031        | 24         | 12. Nov. 2021     | Karriere, Erfolg & finanzieller Ruin – Das Pyramidensystem der Deutschen Vermögensberatung                            | Geschäftspraktiken und Pyramidensystem der Deutschen Vermögensberatung | – | Kummer feat. Fred Rabe – Der letzte Song (Alles wird gut) |                         |
| 032        | 25         | 19. Nov. 2021     | Wie Cancel Culture die Axel Springer SE kaputt macht!                                                                 | Machtverlust des einstigen Medienriesen Axel Springer SE | – | – |                         |
| 033        | 26         | 26. Nov. 2021     | Verrat an den eigenen Idealen – Die Grünen: Mit Kompromissen an die Macht                                             | Bündnis 90/Die Grünen verrät die eigenen Ideale in der Ampelkoalition | – | Die Liga der gewöhnlichen Gentlemen – Yo Zwanie! |                         |
| 034        | 27         | 3. Dez. 2021      | Kein Geld = Gefängnis – Fahren ohne Fahrschein: Unnötigste Straftat seit 1935                                         | Straftatsbestand „Erschleichen von Leistungen“: Freiheitsstrafen für Schwarzfahrer, Initiative Freiheitsfonds | – | – |                         |
| 035        | 28         | 10. Dez. 2021     | Enteignet Facebook! – Wie Facebook weltweit Demokratien zerstört                                                      | Quasi-Monopolist Facebook gefährdet weltweit die Gesundheit von Menschen, die Demokratie und Menschenrechte | Max Schrems, Frances Haugen | Weltmenschenchor St. Mariä Himmel Hilf, Annette Dasch, Jan Böhmermann und Menderes – Facebook requiem – Socialize the Social Network! |                         |
| 036        | 01         | 28. Jan. 2022     | Aufhebung von Patentschutz wirkt! – Kein Ende ohne Impfstoffverteilung                                                | Nichtendenwollende Corona-Pandemie durch romantische Vorstellungen in deutschsprachigen Ländern und fehlende globale Impfstoffverteilung | Melanie Brinkmann | – |                         |
| 037        | 02         | 4. Feb. 2022      | Warten, warten, warten: Psychotherapie – Das Problem mit den Therapieplätzen                                          | Gewollter Mangel an Psychotherapie-Plätzen in Deutschland durch beschränkte Kassensitze und die Macht des Gemeinsamen Bundesausschusses | – | – |                         |
| 038        | 03         | 11. Feb. 2022     | Ewiges Leben & rechtsextreme Mammuts – Gestatten, Peter Thiel!                                                        | Netzwerk des deutsch-amerikanischen Investors Peter Thiel | – | Jan Böhmermann – Right Time to Thiel |                         |
| 039        | 04         | 18. Feb. 2022     | Mein Opa wusste nichts! – Gut gemeint, schlecht umgesetzt: Das Problem mit deutscher Erinnerungskultur                | Problematik der deutschen Erinnerungskultur zum Nationalsozialismus anhand des halb-fiktionalen Instagram-Accounts ichbinsophiescholl des SWR | – | Casper – Fabian |                         |
| 040        | 05         | 4. März 2022      | Was passiert hier? Putins Krieg in Europa                                                                             | Gedanken zum Krieg in der Ukraine | Ljudmyla Melnyk | Jan Böhmermann – Meinst du, die Russen wollen Krieg? (orig. Mark Bernes) |                         |
| 041        | 06         | 11. März 2022     | Pornos im Internet: Pornhub, xHamster und XVideos – Rettet den Porno vor Pornoplattformen!                            | Menschenverachtende Methoden großer Porno-Onlineplattformen und die Probleme des deutschen Jugendmedienschutzes mit Pornographie im Internet, FFMM straight / queer doggy BJ ORAL orgasm squirting ROYALE (gebührenfinanziert) | Paulita Pappel | Stromae – L’enfer |                         |
| 042        | 07         | 18. März 2022     | Fahrtrichtung Frust: Deutsche Bahn                                                                                    | Verfehlung des grundgesetzlichen Ziels des Bahnbetriebs zum Wohl der Allgemeinheit durch die Deutsche Bahn seit der Bahnreform 1994 | – | – |                         |
| 043        | 08         | 25. März 2022     | The Godfather of Schlager: Michael Jürgens – Der Star-Macher der heilen Schunkelwelt                                  | Schlager-„Universum“ von Michael Jürgens und Florian Silbereisen | – | Placebo – Try Better Next Time Jan Böhmermann als Jürgen Michaels – Micha (Was hast du mir nur angetan?) |                         |
| 044        | 09         | 1. Apr. 2022      | Drohende Diktatur – Orbáns Ungarn                                                                                     | Viktor Orbáns Weg zum Diktator in Ungarn | Szabolcs Panyi | – |                         |
| 045        | 10         | 8. Apr. 2022      | Einmal aussehen wie auf Instagram – Wie Instagram junge Menschen dazu bringt, ihre Gesundheit aufs Spiel zu setzen    | Pretty Privilege: Wie das Schönheitsideal in den sozialen Medien durch Fotofilter junge Frauen zu Schönheitsoperationen drängt | Parshad Esmaeili | Bilderbuch – I’m not gonna lie |                         |
| 046        | 11         | 22. Apr. 2022     | Der Chef-Schlachter von Rheda-Wiedenbrück – Das Fleischimperium des Clemens Tönnies                                   | Tönnies Holding: Das Schlachthofimperium des Clemens Tönnies | Rufus Beck | – |                         |
| 047        | 12         | 29. Apr. 2022     | Putins Puppen in Deutschland – Russlands mächtiges Propaganda-Netzwerk                                                | Putins Propaganda in Deutschland und Russlands nützliche Idioten | – | Die Nerven – Europa | #toottoot               |
| 048        | 13         | 6. Mai 2022       | Fynn Kliemann: SCHEISSE bauen (DIY)                                                                                   | Betrugsvorwürfe gegen Fynn Kliemann bei dessen Firma LDGG und der Herstellung von Alltagsmasken | – | – | #oderwas                |
| 049        | 14         | 13. Mai 2022      | Meinung küsst Forschung – SCHOCK: Das denkt Deutschland über Meinungsforschung!                                       | Macht von Meinungsforschungsinstituten und deren Beeinflussung von Ergebnissen | – | – | #jörgschönenborncool    |
| 050        | 15         | 20. Mai 2022      | | Die Kriegsvergangenheit der Preussag AG (jetzt: TUI) und deren heutige Verfehlungen | – | – | #amselmumps             |
| 051        | 16         | 27. Mai 2022      | 404: Polizei not found – Wo die deutsche Polizei bei der Verfolgung von Straftaten im Internet versagt                | Investigative Recherche zur Bereitschaft der deutschen Polizei in 16 Bundesländern Straftaten im Internet zu verfolgen (tatütata.fail) | – | Jan Böhmermann und ein Polizeichor – Die Polizei ist nicht im Internet | #polizeikontrolle       |
| 052        | 17         | 2. Sep. 2022      | Schluck für Schluck in die Dürre – Die Deutschen und ihr Wasser: Es ist kompliziert                                   | Der Kampf ums Wasser: Wasserknappheit in Deutschland | – | – | #po                     |
| 053        | 18         | 9. Sep. 2022      | Tierische Krankheiten, vom Menschen gemacht                                                                           | Zoonosen | – | Jan Böhmermann als Jan Zuckowski und seine Freunde – Lasst das Gürteltier in Ruhe Banks – The Devil | #jesuischarly           |
| 054        | 19         | 16. Sep. 2022     | In-Game-Käufe – Falsche Währung, echter Dispo                                                                         | Die fragwürdigen Methoden in der Gaming-Branche im Zusammenhang mit Mikrotransaktionen | – | – | #huchgeldalle           |
| 055        | 20         | 23. Sep. 2022     | Platzproblem in der Unendlichkeit – Satelliten: Spielzeuge der Milliardäre                                            | Elon Musk, Starlink und die Kommerzialisierung des Weltraums: kaum mehr Platz für Satelliten | – | Kraftklub – Blaues Licht | #piepiep                |
| 056        | 21         | 30. Sep. 2022     | Goodbye Bundestag: Politiker*innen auf Jobsuche                                                                       | Lobbyismus der ehemaligen Bundestagsabgeordneten Frank Sitta für das Rüstungsunternehmen General Atomics, Peter Tauber für die Deutsche Vermögensberatung, Roy Kühne für die Bauerfeind AG und Kerstin Andreae für den BDEW | – | – | #goWRS_Lueneburg        |
| 057        | 22         | 7. Okt. 2022      | Sicherheitsrisiko Cyberclown – Wie eine russische Firma ungestört Deutschland hackt                                   | BSI-Affäre 2022 – Informationssicherheitsrisiken in Deutschland: Arne Schönbohm und die Verbindungen des BSI zur Protelion GmbH (Tochter des russischen Unternehmen Infotecs) (a); Cyber-Sicherheitsräte (Lobbyorganisation/Gremium der Bundesregierung); Personalie (cyber-sicherheitsrat.ru) | – | – | #cyberclown             |
| 058        | 23         | 14. Okt. 2022     | Traubenplörre mit Pseudoanspruch – Wie edel ist Wein wirklich?                                                        | Weinbeschimpfung | – | – | #ohrenkneiferschorle    |
| 059        | 24         | 21. Okt. 2022     | There's a Party! | Auszeit von den Krisen und Katastrophen: Nina Chuba – Wildberry Lillet • Wanda – Va bene • Zoe Wees – Daddy’s Eyes • JJBÖ & Jadebuben – TBC • Blond feat. addeN – Männer • Xatar & Samy – Mama war der Mann im Haus • DJ BoBo – Let the Dream Come True und Love Is All Around | Auszeit von den Krisen und Katastrophen: Nina Chuba – Wildberry Lillet • Wanda – Va bene • Zoe Wees – Daddy’s Eyes • JJBÖ & Jadebuben – TBC • Blond feat. addeN – Männer • Xatar & Samy – Mama war der Mann im Haus • DJ BoBo – Let the Dream Come True und Love Is All Around | Auszeit von den Krisen und Katastrophen: Nina Chuba – Wildberry Lillet • Wanda – Va bene • Zoe Wees – Daddy’s Eyes • JJBÖ & Jadebuben – TBC • Blond feat. addeN – Männer • Xatar & Samy – Mama war der Mann im Haus • DJ BoBo – Let the Dream Come True und Love Is All Around | #ohr                    |
| 060        | 25         | 28. Okt. 2022     | Pssst! Die NSU-Akten – Was der Verfassungsschutz 120 Jahre geheim halten wollte                                       | Verhältnis des Verfassungsschutzes zum NSU, Veröffentlichung des als geheim eingestuften „Abschlussberichts zur Aktenprüfung im LfV Hessen“ zur NSU | – | – | #pssst                  |
| 061        | 26         | 4. Nov. 2022      | Ein Rundfunk für alle? – Jung, divers & mega Programm: der öffentlich-rechtliche Rundfunk                             | Aufgaben, Anspruch und Verfehlungen des öffentlich-rechtlichen Rundfunks in Deutschland sowie Notwendigkeit seiner Reform | – | – | #dontgetmewrong         |
| 062        | 27         | 11. Nov. 2022     | Geschäftsmodell Spielerberater                                                                                        | Die unregulierte Macht von Spielerberatern im deutschen Fußball: Roger Wittmann und seine Firma Rogon | – | – | #videobeweis            |
| 063        | 28         | 18. Nov. 2022     | Menschen, Lernen, Tanzen, Geld – Wenn freie Entfaltung auf gefährliche Weltanschauung trifft: Waldorfschulen          | Anklänge an Rassenlehre und Esoterik im anthroposophischen Unterbau der Waldorfschulen | – | Tokio Hotel feat. Daði Freyr – Happy People | #thymiangnom            |
| 064        | 29         | 25. Nov. 2022     | Der Lindner-Lehfeldt-Komplex                                                                                          | Die eindeutigen Parallelen zwischen der RAF und der neuen RAF: der FDP (b) | – | CEO Reiser & Ton Scheine Erben – Macht kaputt, was euch kaputt macht und Die Millionärfreiheitsfront | #rafdp                  |
| 065        | 30         | 2. Dez. 2022      | Transfeindlichkeit ist Trend – Wer in Deutschland gegen trans Menschen hetzt                                          | Diskriminierung von trans* Menschen durch das Transsexuellengesetz und gesellschaftliche Akteure | – | – | #turds                  |
| 066        | 31         | 9. Dez. 2022      | Hinter verschlossenen Türen: Mysterium Ausländerbehörde – Willkommen in der Willkommensbehörde                        | Fehlverhalten und unmoralische Taktiken von Ausländerbehörden in Deutschland | Souad Lamroubal | Mark Forster – All I Want for Christmas Is You | #kartoffelpunsch        |
| 067        | 01         | 3. Feb. 2023      | Businessmodell Weltuntergang – Rette sich, wer (es sich leisten) kann                                                 | Schutz vor der kommenden Klimakatastrophe: Milliardäre lassen sich angesichts der Folgen der globalen Erwärmung private Schutzräume bauen | – | Deichkind feat. Clueso – Auch im Bentley wird geweint | #salzstangen            |
| 068        | 02         | 10. Feb. 2023     | Orang-Utans – Gefährdete Champions                                                                                    | Orang-Utans und die Bedrohung der Menschheit durch weltweites Artensterben | – | – | #sexygeburt             |
| 069        | 03         | 17. Feb. 2023     | Christian Schmidt: What is on? What I'm Doing – Wie ein Deutscher in Bosnien und Herzegowina die Demokratie gefährdet | Der CSU-Politiker und ehemalige Bundeslandwirtschaftsminister Christian Schmidt als Hoher Repräsentant für Bosnien und Herzegowina und seine Verbindungen zu nationalistischen Gruppen auf dem Balkan | – | Menderes Bağcı – Ich bin ene kölsche Jung | #schäufelegottes        |
| 070        | 04         | 24. Feb. 2023     | Geld-Weg-Garantie – SO machst DU Erfolgs-Coaches richtig ERFOLGREICH                                                  | Abzocke durch das Berliner Unternehmen CopeCart und selbsternannte Business-Coaches wie Lukas Lindler | – | – | #copecart               |
| 071        | 05         | 3. März 2023      | Attentate und Spionage – iranische Revolutionsgarden in Deutschland                                                   | Aktivität der iranischen Revolutionsgarde in Deutschland | – | – | #deutschland            |
| 072        | 06         | 10. März 2023 (c) | Würde, Pietät und schicke Urnen                                                                                       | Marktorientierung der deutschen Bestattungsbranche und mangelnde Kontrolle durch die Gewerbeaufsicht | – | Christine and the Queens – To be honest | #erdbeerurne            |
| 073        | 07         | 17. März 2023     | Weltrekorde zu verkaufen – Officially Amazing (not): Guinness World Records                                           | Das Guinness-Buch der Rekorde verdient mit teuren Rekordversuchvorschlägen für Unternehmen und arbeitet mit undemokratischen Staaten zusammen | – | – | #menschenhaarball       |
| 074        | 08         | 24. März 2023     | Nuhr im Zweiten | Parodie der Kabarettsendung Nuhr im Ersten mit Sebastian Rüger (unter dem Pseudonym „Werner Blohß“) als Dieter Nuhr, Philipp Lind als Falk MacAllister (Parodie von Luke Mockridge), Younes Al-Amayra als Öztürk Özkan bzw. Özdemir Öztürk, Özkan Özil Özdemir oder Öner Ömer (Parodie von Özgür Cebe und Abdelkarim), Harald Burmeister als Jochen Heppmann (Parodie von Andreas Rebers) und Sophie Berger als Milli Probst (Parodie von Lisa Eckhart) | Parodie der Kabarettsendung Nuhr im Ersten mit Sebastian Rüger (unter dem Pseudonym „Werner Blohß“) als Dieter Nuhr, Philipp Lind als Falk MacAllister (Parodie von Luke Mockridge), Younes Al-Amayra als Öztürk Özkan bzw. Özdemir Öztürk, Özkan Özil Özdemir oder Öner Ömer (Parodie von Özgür Cebe und Abdelkarim), Harald Burmeister als Jochen Heppmann (Parodie von Andreas Rebers) und Sophie Berger als Milli Probst (Parodie von Lisa Eckhart) | Team Scheisse – FA | #NuhrImZweiten          |
| 075        | 09         | 31. März 2023     | Obenrum frei – Männer mit Haarausfall: Deutschlands unterdrückteste Minderheit                                        | Erblich bedingter Haarausfall bei Männern, die Werbeversprechen von Alpecin und teure Haartransplantationen | – | Herbert Grönemeyer – Angstfrei | #mütze                  |
| 076        | 10         | 14. Apr. 2023     | R.I.P. Innenstädte – Bummeln zwischen Beton und Nagelbrettern                                                         | „Deutsche Innenstädte sterben“: Flächenversiegelung und defensive Architektur gegen Jugendliche, Frauen, Behinderte und Obdachlose | – | – | #bummeln                |
| 077        | 11         | 21. Apr. 2023     | Angstraum auf vier Rädern – Gas, Kupplung, Belästigung: Was passiert in deutschen Fahrschulautos?                     | Sexuelle Belästigung durch Fahrlehrer und Sexismus in deutschen Fahrschulen | – | Lola Young – Don't Hate Me | #lappen                 |
| 078        | 12         | 28. Apr. 2023     | Die große ZDF-Magazin-Live-Show                                                                                       | Live-Call-In-Show: Clemens (62) aus Hamburg: „Benjamin von Stuckrad-Barre hat auf seinem Smartphone die Zugangsdaten zum Springer-Netzwerk.“ Madita (18) aus Plauen: „Sachsen muss differenzierter dargestellt werden, hier sind nicht nur Nazis!“ Julian (35) aus Wiesbaden: ist Fan von Richard David Precht und saß mit ihm am Lagerfeuer Johannes (58) aus Hamburg: möchte Jan als Experte für Quiz-Champion Madita (37) aus Fintel: möchte ihre Gänse und Enten in die Dorfgemeinschaft integrieren Clemens (40) aus München: seine Frau ist Ärztin und muss oft in die Klinik, weil Menschen nicht gut genug kauen (vgl. Bolustod) Scherin und Kilian (beide 30) aus Freiburg: spielen „Entscheide dich!“ mit Jan: mit Mathias Döpfner töpfern oder mit Familie Stoschek stockfischen?; mit Luke Mockridge ins Dschungelcamp oder mit Dieter Nuhr ins Sommerhaus der Stars?; mit Revolverheld zu Sing meinen Song oder mit Jan Marsalek zu Höhle der Löwen? Urs (44) aus Kranzberg: „Til Schweiger ist ein Guter!“ Stella (32) aus Duisburg: sitzt in der Bezirksvertretung und macht Lokalpolitik Cetin (34) aus Stuttgart: ist Fahrlehreranwärter: „Recherchiert besser zu Fahrschulen, die Stimme der jungen Fahrlehrer fehlt!“ Shirin (28) aus Dresden: war als Wildcardgewinnerin im März bei Wer stiehlt mir die Show?: „Jan ist beim Armdrücken stärker als Joko Winterscheidt.“ | Live-Call-In-Show: Clemens (62) aus Hamburg: „Benjamin von Stuckrad-Barre hat auf seinem Smartphone die Zugangsdaten zum Springer-Netzwerk.“ Madita (18) aus Plauen: „Sachsen muss differenzierter dargestellt werden, hier sind nicht nur Nazis!“ Julian (35) aus Wiesbaden: ist Fan von Richard David Precht und saß mit ihm am Lagerfeuer Johannes (58) aus Hamburg: möchte Jan als Experte für Quiz-Champion Madita (37) aus Fintel: möchte ihre Gänse und Enten in die Dorfgemeinschaft integrieren Clemens (40) aus München: seine Frau ist Ärztin und muss oft in die Klinik, weil Menschen nicht gut genug kauen (vgl. Bolustod) Scherin und Kilian (beide 30) aus Freiburg: spielen „Entscheide dich!“ mit Jan: mit Mathias Döpfner töpfern oder mit Familie Stoschek stockfischen?; mit Luke Mockridge ins Dschungelcamp oder mit Dieter Nuhr ins Sommerhaus der Stars?; mit Revolverheld zu Sing meinen Song oder mit Jan Marsalek zu Höhle der Löwen? Urs (44) aus Kranzberg: „Til Schweiger ist ein Guter!“ Stella (32) aus Duisburg: sitzt in der Bezirksvertretung und macht Lokalpolitik Cetin (34) aus Stuttgart: ist Fahrlehreranwärter: „Recherchiert besser zu Fahrschulen, die Stimme der jungen Fahrlehrer fehlt!“ Shirin (28) aus Dresden: war als Wildcardgewinnerin im März bei Wer stiehlt mir die Show?: „Jan ist beim Armdrücken stärker als Joko Winterscheidt.“ | Live-Call-In-Show: Clemens (62) aus Hamburg: „Benjamin von Stuckrad-Barre hat auf seinem Smartphone die Zugangsdaten zum Springer-Netzwerk.“ Madita (18) aus Plauen: „Sachsen muss differenzierter dargestellt werden, hier sind nicht nur Nazis!“ Julian (35) aus Wiesbaden: ist Fan von Richard David Precht und saß mit ihm am Lagerfeuer Johannes (58) aus Hamburg: möchte Jan als Experte für Quiz-Champion Madita (37) aus Fintel: möchte ihre Gänse und Enten in die Dorfgemeinschaft integrieren Clemens (40) aus München: seine Frau ist Ärztin und muss oft in die Klinik, weil Menschen nicht gut genug kauen (vgl. Bolustod) Scherin und Kilian (beide 30) aus Freiburg: spielen „Entscheide dich!“ mit Jan: mit Mathias Döpfner töpfern oder mit Familie Stoschek stockfischen?; mit Luke Mockridge ins Dschungelcamp oder mit Dieter Nuhr ins Sommerhaus der Stars?; mit Revolverheld zu Sing meinen Song oder mit Jan Marsalek zu Höhle der Löwen? Urs (44) aus Kranzberg: „Til Schweiger ist ein Guter!“ Stella (32) aus Duisburg: sitzt in der Bezirksvertretung und macht Lokalpolitik Cetin (34) aus Stuttgart: ist Fahrlehreranwärter: „Recherchiert besser zu Fahrschulen, die Stimme der jungen Fahrlehrer fehlt!“ Shirin (28) aus Dresden: war als Wildcardgewinnerin im März bei Wer stiehlt mir die Show?: „Jan ist beim Armdrücken stärker als Joko Winterscheidt.“ | #ZDFMagazinLive         |
| 079        | 13         | 5. Mai 2023       | Die USA, unsere Waffen und wir – Deutsche Waffen: Eine deutsche Erfolgsgeschichte aus Deutschland (und Österreich)    | Tödliche Waffengewalt in den USA und Deutschland und die internationalen Geschäfte deutscher und österreichischer Waffenhersteller; Illegale Waffenexporte des ehemals deutschen Waffenherstellers SIG Sauer (L & O Holding); Greenwashing und NRA-Sponsoring der Waffenhersteller Walther, Heckler & Koch und Glock; Kathrin Glock auf Instagram; Deutsche oder österreichische Tatwaffen bei dem Amoklauf an der Sandy Hook Elementary School 2012, dem Amoklauf am Umpqua Community College 2015 und dem Anschlag von Orlando am 12. Juni 2016; Teilnahme des Bundeswirtschaftsministeriums an der Waffenmesse SHOT Show in Las Vegas 2023 | Holger Rothbauer, Rechtsanwalt und Rüstungsexperte | – | #peng                   |
| 080        | 14         | 12. Mai 2023      | From Great Britain with Love: Zwischen Krönung und ESC – Das ZDF Magazin Royale on Tour!                              | Krönung von Charles III. und der ESC in Liverpool | – | Jan Böhmermann – Allemagne Zero Points | #AllemagneZeroPoints    |
| 081        | 15         | 19. Mai 2023      | Effizient und dezent: Das ICMPD                                                                                       | Wie uns das „Internationale Zentrum für Migrationspolitikentwicklung“ (ICMPD) menschenrechtswidrig die Ausländer vom Hals hält: Gute Ausländer rein, schlechte Ausländer Zaun! | – | – | #ICMPD                  |
| 082        | 16         | 26. Mai 2023      | Unter falschen Flaggen – Seefahrtsromantik: Kakerlaken, Hunger und Ausbeutung                                         | Deutschland ist Containerschifffahrtskapazitätenvizeweltmeister: Dumpinglöhne, schlechte Arbeitsschutz- und Sozialstandards durch Ausflaggen; MS Albatros endet auf dem Schiffsfriedhof im indischen Alang | – | Arlo Parks – Blades | #DeutscheFlagge         |
| 083        | 17         | 2. Juni 2023      | Twitter: Mit der Freiheit in den Untergang – Wie politisch ist der Kauf der Plattform durch Elon Musk wirklich?       | Mathias Döpfner und der Twitter-Kauf durch „Nazi-Magnet“ Elon Musk: immer mehr Kindesmissbrauch, Volksverhetzung und Zensur durch Autokratien auf Twitter, Überlastung des Bundesamts für Justiz mit Beschwerden gegen Twitter | – | – | #VogelRIP               |
| 084        | 18         | 9. Juni 2023      | Mit Fantasiegebühren zum Eventimperium                                                                                | Die undurchsichtige Ticketgebühren-Politik und die Markt-Übermacht von CTS Eventim und die politischen Verstrickungen von Klaus-Peter Schulenberg | – | All Directions – Be proud | #Witzefrei              |
| 085        | 19         | 1. Sep. 2023      | Reden ist Silber, Rechte horten Gold                                                                                  | Gold: Umweltverschmutzung, Kinderarbeit und Rechtsextremismus; die Degussa und deren ehemaliges Mitglied der Geschäftsführung Markus Krall | – | – | #Scheideanstalt         |
| 086        | 20         | 8. Sep. 2023 (d)  | Wenn man vom Teufel spricht                                                                                           | „Rituelle Gewalt“: der Irrglaube an planmäßige und systematisch ausgeführte körperliche und psychische Gewalt durch satanische Gruppierungen und die Traumatherapeutin Michaela Huber als Vertreterin der Satanic Panic | – | Sampha – Only | #HimmelOderHölle        |
| 087        | 21         | 15. Sep. 2023     | Warum Deutsche Liechtenstein lieben sollten                                                                           | Liechtenstein: Schein-Demokratie und Steueroase, Nazi-Vergangenheit des Unternehmens Hilti | – | – | #Ribelmais              |
| 088        | 22         | 22. Sep. 2023     | Werbung in eigener Sache (für Deutschland)                                                                            | PR-Kampagnen für deutsche Städte, Regionen, die Bundesländer, die Bundesrepublik und die CDU | – | – | #DuBistDeutschland      |
| 089        | 23         | 29. Sep. 2023     | Tatort WhatsApp: Was Polizisten lustig finden                                                                         | Rassistische, antisemitische und andere menschenverachtende Memes in Polizei-Chats und deren Auslegung als Satire vor Gericht (Teil 1 einer zweiteiligen Sendung zum Thema) | – | – | #Humorpolizei           |
| 090        | 24         | 6. Okt. 2023      | Die Polizei und der NSU 2.0                                                                                           | Das 1. Polizeirevier in Frankfurt und seine Verbindungen zum NSU 2.0 (Teil 2 einer zweiteiligen Sendung zum Thema) | – | – | #Einzeltätergruppe      |
| 091        | 25         | 20. Okt. 2023     | Reisebüro Bundestag                                                                                                   | Reisetätigkeit deutscher Bundestagsabgeordneter: Jahresbudget wird schnell verbraucht | – | – | #Fernweh                |
| 092        | 26         | 27. Okt. 2023     | Finger weg von meiner Niere                                                                                           | Gesellschaftliche und organisatorische Probleme der Organspende und das Scheitern der Widerspruchslösung in Deutschland | – | Berq – Rote Flaggen | #Nehmerland             |
| 093        | 27         | 3. Nov. 2023      | Biene vs. Borkenkäfer                                                                                                 | Das Geschäft mit Honigbienen und die Chancen aus der Fichtenwaldzerstörung durch Borkenkäfer | – | – | #Rammelkammer           |
| 094        | 28         | 10. Nov. 2023     | More Nutrition – harmloser Hype?                                                                                      | Unseriöse Geschäftemacherei mit Supplements und Zuckeraustauschstoffen zur Gewichtsreduktion; in Kooperation mit STRG F | – | Jan Böhmermann feat. Jadebuben & RTO – Claus Weselsky (ist immer noch da) | #KlumpigerGeschmack     |
| 095        | 29         | 17. Nov. 2023     | Mach mal lauter! | Die ZDF-Magazin-Musikfolge: Alli Neumann – Primetime • Badmómzjay – How To Survive • Blumengarten – Mama • Oliver Tree – One And Only • Domiziana – Ohne Benzin • Domiziana – Amore • Ski Aggu feat. Domiziana – Tour de Berlin • Apsilon – Baba • Kim Frank (mit Jan Böhmermann) – Echt-Medley: Du trägst keine Liebe in dir, Junimond, Weinst du | Die ZDF-Magazin-Musikfolge: Alli Neumann – Primetime • Badmómzjay – How To Survive • Blumengarten – Mama • Oliver Tree – One And Only • Domiziana – Ohne Benzin • Domiziana – Amore • Ski Aggu feat. Domiziana – Tour de Berlin • Apsilon – Baba • Kim Frank (mit Jan Böhmermann) – Echt-Medley: Du trägst keine Liebe in dir, Junimond, Weinst du | Die ZDF-Magazin-Musikfolge: Alli Neumann – Primetime • Badmómzjay – How To Survive • Blumengarten – Mama • Oliver Tree – One And Only • Domiziana – Ohne Benzin • Domiziana – Amore • Ski Aggu feat. Domiziana – Tour de Berlin • Apsilon – Baba • Kim Frank (mit Jan Böhmermann) – Echt-Medley: Du trägst keine Liebe in dir, Junimond, Weinst du | #MachMaLauter           |
| 096        | 30         | 24. Nov. 2023     | Mit Klagen canceln | Cancel Culture: der Versuch von Medienanwälten, freie Berichterstattung durch SLAPP-Klagen zu unterbinden | Günter Wallraff | – | #CancelCulture          |
| 097        | 31         | 1. Dez. 2023      | Safe Space für Männer in Deutschland: Die Ehe                                                                         | Ehegattensplitting: wie der deutsche Staat die traditionelle Ehe finanziell bevorzugt und Frauen benachteiligt | – | – | #LiebDichSchatzi        |
| 098        | 32         | 8. Dez. 2023      | LinkedIn: Business, Baggern, Bullshit                                                                                 | Die Nichtanwendung des NetzDGs auf das berufliche Netzwerk LinkedIn durch das Bundesamt für Justiz | – | – | #StrengBeruflich        |
| 099        | 33         | 15. Dez. 2023     | Wie Deutschland über den Nahost-Krieg redet                                                                           | Selbstbezogene Diskussionen über den Nahost-Krieg in Deutschland und deutscher Antisemitismus | – | Jan Böhmermann ft. Jadebuben, RTO & popCHORköln – Vegesacker Friesenjung (modifizierte Coverversion, orig. Otto Waalkes) | #ZDFMagazin             |
| 100        | 01         | 26. Jan. 2024     | Tank & Rast: Quasi-Monopol ohne Konkurrenz                                                                            | Das Fast-Monopol, die miese Qualität und die harte Lobbyarbeit von Tank & Rast | – | Olli Schulz ft. RTO – So schreibt man seinen Song | #KackenEinEuro          |
| 101        | 02         | 2. Feb. 2024      | Tatort Blumentopf | Zimmerpflanzen: die schlechte Umweltbilanz exotischer Pflanzen und angebliche Nachhaltigkeits-Zertifikate | – | – | #Pflanzifa              |
| 102        | 03         | 16. Feb. 2024     | Die FPÖ und ihr Volkskanzler                                                                                          | Steigende Umfrageergebnisse der rechten FPÖ bei inhaltlichen und sprachlichen Parallelen des Parteivorsitzenden Kickl zur AfD und Adolf Hitler | – | The Last Dinner Party ft. RTO – Nothing Matters Jan Böhmermann als Tommy Tellerlift – Immer wieder Österreich | #ImmerWieder            |
| 103        | 04         | 23. Feb. 2024     | Der TikTok-Star der AfD                                                                                               | Die Social-Media-Strategie der AfD und die TikTok-Aktivitäten des rechtsextremen AfD-Europakandidaten Maximilian Krah | – | - | #HaltDagegen            |
| 104        | 05         | 1. März 2024      | Die Jagd: Naturschutz oder Bock auf Ballern?                                                                          | Unzureichender Naturschutz und Fehlverhalten bei Jagden von Adeligen | – | – | #Waidmannsgeil          |
| 105        | 06         | 8. März 2024      | Alles für ein schönes Lächeln                                                                                         | Wie Zahnärzte durch fragwürdige Fortbildungen lernen, mittels Privatleistungen mehr Gewinn zu erzielen | – | Paula Hartmann ft. RTO – Medley: Zwischen 2 und 5 und DLIT (die Liebe ist tot) | #ZDFMagazinDental       |
| 106        | 07         | 15. März 2024     | Richter Ralf Richter – Grenzfälle der Justiz                                                                          | Heute bei Richter Ralf Richter: Mutter gegen Butter – Ein Ehestreit eskaliert; Rassismus gegen Deutsche – Ist Döner-Essen Volksverhetzung?; Kind gegen Leistung – Deutschlands faulste Tochter klagt an; Justiz extrem – Darf eine undemokratische Partei verboten werden? | Heute bei Richter Ralf Richter: Mutter gegen Butter – Ein Ehestreit eskaliert; Rassismus gegen Deutsche – Ist Döner-Essen Volksverhetzung?; Kind gegen Leistung – Deutschlands faulste Tochter klagt an; Justiz extrem – Darf eine undemokratische Partei verboten werden? | Heute bei Richter Ralf Richter: Mutter gegen Butter – Ein Ehestreit eskaliert; Rassismus gegen Deutsche – Ist Döner-Essen Volksverhetzung?; Kind gegen Leistung – Deutschlands faulste Tochter klagt an; Justiz extrem – Darf eine undemokratische Partei verboten werden? |                         |
| 107        | 08         | 22. März 2024     | Leben wie Gott in Hessen                                                                                              | Vishwananda und seine Religionsgemeinschaft Bhakti Marga | – | – | #Würg                   |
| 108        | 09         | 5. Apr. 2024      | Eine Leiche im Keller von Olaf Scholz                                                                                 | Olaf Scholz und seine Verstrickungen in den Cum-Ex-Skandal | – | Chilly Gonzales ft. RTO Ehrenfeld – F*CK WAGNER | #LeicheImKeller         |
| 109        | 10         | 12. Apr. 2024     | Die Boomer der Straße                                                                                                 | Viele deutsche Autobahnbrücken sind sanierungsbedürftig. Bundesverkehrsminister Volker Wissing setzt aber lieber auf Autobahnneubauten und Flugtaxis. | – | – | #Zündung                |
| 110        | 11         | 19. Apr. 2024     | Dieses Geheimnis macht uns krank                                                                                      | „Zugluft macht krank“ und andere deutsche Verschwörungsmythen | – | – | #Ungelüftet             |
| 111        | 12         | 26. Apr. 2024     | Das deutsche Versagen beim Anschlag von Hanau                                                                         | Das tödliche Polizei-Versagen beim rassistischen Massenmord von Hanau | – | – | #Abgeschlossen          |
| 112        | 13         | 3. Mai 2024       | Echte Gefahren einer falschen Wissenschaft                                                                            | Astrologie: zwischen harmlosem Hobby und gefährlicher Alternative zur Wissenschaft | – | – | #DieDaOben              |
| 113        | 14         | 10. Mai 2024      | Wie gefährlich ist der Genie-Kult?                                                                                    | Der Matilda-Effekt: die systematische Verdrängung und Leugnung des Beitrags von Frauen in der Wissenschaft | – | Antilopen Gang – Muttertag | #Geniestreich           |
| 114        | 15         | 17. Mai 2024      | Rauchen für die Tonne: Einweg-Vapes                                                                                   | Einweg-E-Zigaretten: Gesundheitsgefahren für Kinder und Jugendliche und Müllproblem durch festverbaute Akkus | – | – | #NikotinCheesecake      |
| 115        | 16         | 24. Mai 2024      | KI an EU-Außengrenzen: Die smarte Dystopie                                                                            | EU-Forschungsprojekte für den Einsatz von künstlicher Intelligenz zum Schutz der EU-Außengrenzen | – | – | #FuckOffAI              |
| 116        | 17         | 31. Mai 2024      | Top, die Sportwette gilt                                                                                              | Gewinnspiel-Sucht und ehemals illegale Sportwettenanbieter als Fußballsponsoren | – | – | #100ProzentLegal        |
| 117        | 18         | 7. Juni 2024      | Macher & Lacher | Hinter den Kulissen bei Jan Böhmermann und dem „ZDF Magazin Royale“ | – | – | #Dynamit                |
| 118        | 19         | 30. Aug. 2024     | Chronisch krank, aber niemand glaubt dir                                                                              | Mangelnde Aufklärung unter Medizinern über Long COVID und ME/CFS und daraus resultierende Folgen für Patienten | – | – | #Frauenticket           |
| 119        | 20         | 6. Sep. 2024      | Warum wir weder mit noch ohne Staub können                                                                            | Die Gefahren und die positiven Seiten von Staub | – | Levin Liam ft. RTO Ehrenfeld – btw | #InDenStaub             |
| 120        | 21         | 13. Sep. 2024     | Wolkig mit Aussicht auf Produktplatzierung                                                                            | Häme und Hass gegen Wettermoderatoren, die den Klimawandel erwähnen, und der Internationale Wettergipfel in Tirol | – | – | #LeckerGurke            |
| 121        | 22         | 20. Sep. 2024     | Bedrohte Art: Lokaljournalismus                                                                                       | Wie Rechtspopulisten die Krise des Lokaljournalismus mittels kostenloser, rechtsextremer Anzeigenblätter ausnutzen | – | – | #ZDFMagazinLokal        |
| 122        | 23         | 27. Sep. 2024     | Gaming-Communitys: Der letzte unpolitische Ort auf Erden                                                              | Twitch und Steam: Rassismus, Sexismus und rechtsextreme Communitys in der Welt der Computerspiele | – | Jan Böhmermann – Faschismus is back | #KeinKommentar          |
| 123        | 24         | 4. Okt. 2024      | Daddeln, Scrollen, Wischen – Gefangen im Netz                                                                         | Reizüberflutung durch Social Media | – | Nemo – Eurostar | #AmEndeHabIchGeweint    |
| 124        | 25         | 11. Okt. 2024     | Das Geisterbüro im Bismarckwald                                                                                       | Verdachtsberichterstattung zu Steuerflucht im Sachsenwald | – | – | #HütteImWald            |
| 125        | 26         | 18. Okt. 2024     | TOP SECRET: Was Ex-Geheimdienstchefs in ihrem Ruhestand machen                                                        | Nebulöse Tätigkeiten von Ex-Chefs Deutscher Geheimdienste nach Versetzung in den Ruhestand | – | – | #Nebel                  |
| 126        | 27         | 25. Okt. 2024     | Das Secondhand-Business und seine Schattenseiten                                                                      | Historie der Secondhand-Kette Humana People to People | – | – | #Schlauchschal          |
| 127        | 28         | 8. Nov. 2024      | Rückgrat zeigen! | Was bedeutet es, im Kleinen und im Großen Rückgrat zu beweisen? | – | Jan Böhmermann feat. Isabel Varell & die Jadebuben – Böhmermann ist Schuld | #Knacks                 |
| 128        | 29         | 15. Nov. 2024     | Das Millionengeschäft mit Geflüchteten-Unterkünften                                                                   | Kommerziell betriebene Flüchtlingsunterkünfte und mehr: Das Geschäft von Serco | – | – | #FetteMarge             |
| 129        | 30         | 22. Nov. 2024     | Der Final Fight – Warum Stadtkinder nicht einparken und Dorfkinder nicht zuhören können                               | Vorurteile über das Stadt- bzw. Landleben | – | Jan Böhmermann – Vegesack | #BöseMische             |
| 130        | 31         | 29. Nov. 2024     | Der letzte Swipe: Stehen Dating-Apps vor dem Aus?                                                                     | Konzeption und Bedeutungsverlust von Dating-Apps | – | – | #Mario                  |
| 131        | 32         | 6. Dez. 2024      | Nius: Wo Rechte eine Bühne bekommen                                                                                   | Verstrickungen von Nius in die rechtsextreme bzw. verschwörungsideologische Szene | – | – | #Volksgitarre           |
| 132        | 33         | 13. Dez. 2024     | Wie Deutschland Ausgrenzung als Inklusion verkauft                                                                    | Wie in Deutschland Menschen mit Behinderung ausgebremst, ausgegrenzt und ausgebeutet werden | – | Faber ft. RTO Ehrenfeld & popCHORköln & Friends – Leon | #SoGutEsGehtJedenfalls  |
| 133        | 01         | 7. Feb. 2025      | Was Rechte uns als Freiheit verkaufen                                                                                 | Drohende Freiheitseinschränkung durch Libertäre und Rechtsextreme | – | Provinz – Sommer macht melancholisch | #NieWiederFreiheit      |
| 134        | 02         | 14. Feb. 2025     | Tanz der Sekte | Die Ideologie hinter Shen Yun, Falun Gong und der Epoch Times | – | – | #Turbokrebs             |
| 135        | 03         | 21. Feb. 2025     | Wahlkampf im Internet                                                                                                 | Microtargeting auf Social Media durch politische Parteien in Deutschland zur Bundestagswahl 2025 | Simon Kruschinski | – | #Grauburgunderbereich   |
| 136        | 04         | 28. Feb. 2025     | Politik und Medien und die Stimmung im Land                                                                           | Die Manipulation der öffentlichen Meinung durch Mathias Döpfner, Springer-Medien und Politik-Sendungen des öffentlich-rechtlichen Rundfunks | – | Bierwolf Böhmermann – Singen, was ist (Medienkritik) | #StimmungImLand         |
| 137        | 05         | 7. März 2025      | Gemeinsam gegen die Einsamkeit!                                                                                       | Das Einsamkeitsproblem unserer Gesellschaft und das Alleinesein in individuellen Informationsräumen über das Smartphone | – | Blond – Girl Boss | #WirNichtLochis         |
| 138        | 06         | 14. März 2025     | Kittel, Klicks und Kohle: Medfluencer*innen – Medizinische Influencer*innen: Diagnose Selbstvermarktung               | Medfluencer*innen auf Instagram: Verstöße gegen das Fremdwerbeverbot, Heilpraktikerschwurbel und Titelmissbrauch | – | – | #Erdbeerkinn            |
| 139        | 07         | 21. März 2025     | Neue Fachkräfte fürs Vaterland? – Wer sich deutsche Kinder für Deutschland wünscht                                    | Sinkende Geburtenrate in Deutschland: die einkommensabhängige staatliche Familienförderung, der geburtenabhängige Sozialstaat und die rassistische Familienpolitik der AfD | – | – | #AufWasserbasis         |
| 140        | 08         | 28. März 2025     | Wer ist hier das Sicherheitsrisiko?                                                                                   | Afghanistan: Die zweifelhafte Rolle der Bundespolizei – Das Bundesaufnahmeprogramm für besonders gefährdete Menschen aus Afghanistan und Manipulation/absichtliche fehlerhafte Arbeit der Bundespolizei bei den Sicherheitsüberprüfung für die Politik der Deutschen Polizeigewerkschaft, Medien (Bild, Welt) und Rechtspopulisten | – | – | 👊👮🔥                  |
| 141        | 09         | 4. Apr. 2025      | Das Märchen von René im Glück – René Benko: Macht, Korruption, Milliardenpleite                                       | René Benkos Nähe zu Politikern und Medien nach seiner 2014 erfolgten Verurteilung wegen Korruption, die Pleite von Benkos Signa Holding sowie die Familienstiftungen unter Verwaltung von Benkos Mutter | – | Zartmann – Medley aus Tau mich auf und Wann schreibe ich einen Song über dich | #diemama                |
| 142        | 10         | 11. Apr. 2025     | Schon lange bereit für den Ernstfall: Polen                                                                           | Verdrängung und Ignorieren der deutschen Besatzungsgeschichte, Vorbereitung Polens auf eine mögliche russische Invasion schon vor 2022, Pro-Donald Trump- aber Anti-Putin-Konflikt bei Andrzej Duda | – | – | #DieStummen             |
| 143        | 11         | 25. Apr. 2025     | Deutschland – Eine Erfahrung: Mit dem E-Scooter von Köln-Ehrenfeld nach Chemnitz                                      | Spezial: „44 Deutschlandfahnen, 655,6 gefahrene Kilometer, zwei zerstörte E-Scooter. Von Köln-Ehrenfeld nach Chemnitz.“ | – | – | #DeutschlandErfahrung   |
| 144        | 12         | 2. Mai 2025       | Hochwasser – Die verdrängte Gefahr; Und mit uns die Sintflut: Hochwasserschutz in Deutschland                         | Wiederaufbau von Gebäuden im flutgefährdeten Ahrtal, löchriger Deich in Düsseldorf und verhinderte Flutpolder in Bayern | Ralph Caspers | – | #Hochwasserdemenz       |
| 145        | 13         | 9. Mai 2025       | Rechte YouTuber: Das Vorfeld der AfD                                                                                  | Rechte und rechtsextreme YouTuber*innen im politischen Vorfeld der AfD | – | – | #WillkommenImMainstream |
| 146        | 14         | 16. Mai 2025      | Eine Ode an den Zyklus                                                                                                | Aufklärung über den Menstruationszyklus, Regelschmerzen, PMS und Stigmatisierung angeblich „unreiner“ Frauen | – | – | #Analkrämpfe            |
| 147        | 15         | 23. Mai 2025      | Zwei Zimmer/Küche/Geld                                                                                                | Privater Immobilienbesitz als Geldanlage und monatliches Einkommen, Umgehung der Mietpreisbremse, fehlerhafte Nebenkostenabrechnungen, separates Vermieten von Kellern und Abstellräumen, Möbilierungszuschlag, Mietvertragsbefristung, Modernisierung, Leerstand | – | – | #Kleinsparer            |
| 148        | 16         | 30. Mai 2025      | Queerfeindlichkeit – Im Namen der Kinder?                                                                             | Kinderschutz als Argument für die Einschränkung der Rechte von homo- und transsexuellen Menschen. | – | Zaho de Sagazan – Tristesse | #Heterotiramisu         |
| 149        | 17         | 6. Juni 2025      | Grönland: Hot or Not?                                                                                                 | Die Begehrlichkeiten Russlands, Chinas und der USA in Bezug auf die Rohstoffe Grönlands, neue Seewege und die Militarisierung der Arktis | – | Kraftklub – Schief in jedem Chor | #Pinguin                |
| 150        | 18         | 13. Juni 2025     | Eisern Ehrenfeld Tour 2025                                                                                            | „Kleiner politischer Liederabend“ (Aufzeichnung aus Stuttgart) Lieder: Faschismus is back • Shooting Stars • Das ist die Kunst (feat. Die Quietschboys) • Warum hört der Fahrradweg einfach hier auf? • Allemagne Zero Points • Böhmermann ist Schuld • Vegesack | „Kleiner politischer Liederabend“ (Aufzeichnung aus Stuttgart) Lieder: Faschismus is back • Shooting Stars • Das ist die Kunst (feat. Die Quietschboys) • Warum hört der Fahrradweg einfach hier auf? • Allemagne Zero Points • Böhmermann ist Schuld • Vegesack | „Kleiner politischer Liederabend“ (Aufzeichnung aus Stuttgart) Lieder: Faschismus is back • Shooting Stars • Das ist die Kunst (feat. Die Quietschboys) • Warum hört der Fahrradweg einfach hier auf? • Allemagne Zero Points • Böhmermann ist Schuld • Vegesack | #EisernEhrenfeld        |

## Websites
Für mehrere Sendungen hat das ZDF Magazin Royale eigene Websites erstellt, die das Thema der Sendung behandeln oder zusätzliche Informationen enthalten.
| Folge | Website(s)                                 | Inhalt der Website(s) |
| ----- | ------------------------------------------ | --- |
| 04    | janmarsalek007.cash                        | Zusätzliche Informationen zum Wirecard-Skandal |
| 07    | querschenken.company                       | Zusätzliche Informationen zu wirtschaftlichen Profiteuren von Querdenken |
| 09    | frontexfiles.eu                            | Zusätzliche Informationen zu Treffen von Frontex Mitarbeitern mit Lobbyisten |
| 10    | feelbremen.de                              | Satirische Werbung für die Stadt Bremen |
| 14    | tommy-tellerlift.at                        | Musik des fiktiven Musikers Tommy Tellerlift |
| 18    | freizeitmagazinroyale.de                   | Satirisches Freizeitmagazin, das größtenteils geschwärzt ist |
| 25    | targetleaks.de                             | Zusätzliche Informationen zu Microtargeting auf Facebook |
| 28    | dasneuemoria.eu muemmelchen.eu             | Zusätzliche Informationen zu den griechischen Aufnahmelager, die nach dem Brand des Lagers Moria errichtet wurden. Die Seite muemmelchen.eu ist inhaltlich gleich, verharmlost aber den Inhalt durch Kaninchenbilder. |
| 35    | enteignetfacebook.global                   | Zusätzliche Informationen zu dem Schaden durch den Quasi-Monopolist Facebook. Die Webseite ähnelt dem Aussehen von Facebook und enthält auch satirische Inhalte.                                                      |
| 48    | lmaafk.de                                  | Zusätzliche Informationen zu den Betrugsvorwürfen gegen Fynn Kliemann |
| 51    | tatütata.fail                              | Übersicht der Ergebnisse zur Untersuchung wie die deutsche Polizei Straftaten im Internet verfolgt |
| 56    | lobbymemo.de                               | Memoryspiel bei dem man ehemaligen Abgeordneten des deutschen Bundestages ihrem vorherigen Beruf zuordnet |
| 57    | http://cyber-sicherheitsrat.ru/            | Satirische Seite auf Russisch, auf der angezeigt wird, ob Arne Schönbohm noch der Ansprechpartner für Cybersicherheit ist                                                                                             |
| 60    | verfassungsschutzschutz.de nsuakten.gratis | NSU-Akten in geschwärzter Fassung und zusätzliche Informationen |
| 83    | vogel.rip                                  | Twitter – Mit der Freiheit in den Untergang: Studie über Zunahme von Tweets rechter Accounts; Stellungnahmen des Bundesamts für Justiz, des Bundesministeriums der Justiz und Twitter                                 |
| 89    | itiotentreff.chat                          | Hitler, Hetze, Holocaust – was die „Itioten“ der Hessischen Polizei für Humor halten; FragDenStaat und das ZDF Magazin Royale veröffentlichen erstmals den gesamten Chat                                              |
| 115   | fuckoffai.eu                               | Wie die EU mit Künstlicher Intelligenz ihre Grenzen schützen will – AlgorithmWatch und das ZDF Magazin Royale haben recherchiert, was es mit einigen dieser von der EU geförderten Projekte auf sich hat.             |
| 124   | fragdenstaat.de/sachsenwald                | Bismarcks Hütte im Wald: Die absurdeste Steueroase Deutschlands |
| 132   | andererseits.org/inklusion                 | Wie Deutschland bei der Inklusion versagt |
| 143   | deutschlanderfahrung.de                    | Deutschland – Eine Erfahrung |

## Quoten und Zuschauerzahlen
| Folge gesamt | Folge Jahr | Erstausstrahlung | Zuschauer | Zuschauer       | Marktanteil | Marktanteil     | Quelle        |
| Folge gesamt | Folge Jahr | Erstausstrahlung | gesamt    | 14 bis 49 Jahre | gesamt      | 14 bis 49 Jahre | Quelle        |
| ------------ | ---------- | ---------------- | --------- | --------------- | ----------- | --------------- | ------------- |
| 2020         |            |                  |           |                 |             |                 |               |
| 001          | 01         | 6. Nov. 2020     | 2,83 Mio. | 1,31 Mio.       | 15,2 %      | 22,9 %          | [ Quote 1 ]   |
| 002          | 02         | 13. Nov. 2020    | 2,87 Mio. | 1,31 Mio.       | 14,3 %      | 20,7 %          | [ Quote 2 ]   |
| 003          | 03         | 20. Nov. 2020    | 2,78 Mio. | 1,33 Mio.       | 14,1 %      | 20,9 %          | [ Quote 3 ]   |
| 004          | 04         | 27. Nov. 2020    | 2,76 Mio. | 1,37 Mio.       | 14,0 %      | 21,8 %          | [ Quote 4 ]   |
| 005          | 05         | 4. Dez. 2020     | 2,98 Mio. | 1,41 Mio.       | 13,9 %      | 20,8 %          | [ Quote 5 ]   |
| 006          | 06         | 11. Dez. 2020    | 3,07 Mio. | 1,49 Mio.       | 14,3 %      | 22,4 %          | [ Quote 6 ]   |
| 007          | 07         | 18. Dez. 2020    | 2,58 Mio. | 1,26 Mio.       | 13,9 %      | 20,1 %          | [ Quote 7 ]   |
| 2021         |            |                  |           |                 |             |                 |               |
| 008          | 01         | 29. Jan. 2021    | 2,79 Mio. | 1,16 Mio.       | 12,9 %      | 17,8 %          | [ Quote 8 ]   |
| 009          | 02         | 5. Feb. 2021     | 2,47 Mio. | 1,10 Mio.       | 11,3 %      | 17,2 %          | [ Quote 9 ]   |
| 010          | 03         | 12. Feb. 2021    | 2,69 Mio. | 1,26 Mio.       | 13,1 %      | 20,1 %          | [ Quote 10 ]  |
| 011          | 04         | 19. Feb. 2021    | 2,60 Mio. | 1,30 Mio.       | 13,2 %      | 22,6 %          | [ Quote 11 ]  |
| 012          | 05         | 26. Feb. 2021    | 2,62 Mio. | 1,31 Mio.       | 12,2 %      | 19,2 %          | [ Quote 12 ]  |
| 013          | 06         | 5. März 2021     | 2,79 Mio. | 1,38 Mio.       | 13,3 %      | 21,2 %          | [ Quote 13 ]  |
| 014          | 07         | 12. März 2021    | 2,79 Mio. | 1,39 Mio.       | 12,9 %      | 20,6 %          | [ Quote 14 ]  |
| 015          | 08         | 19. März 2021    | 2,76 Mio. | 1,27 Mio.       | 12,6 %      | 19,0 %          | [ Quote 15 ]  |
| 016          | 09         | 26. März 2021    | 2,95 Mio. | 1,40 Mio.       | 14,0 %      | 21,4 %          | [ Quote 16 ]  |
| 017          | 10         | 9. Apr. 2021     | 2,78 Mio. | 1,33 Mio.       | 13,4 %      | 20,4 %          | [ Quote 17 ]  |
| 018          | 11         | 16. Apr. 2021    | 2,88 Mio. | 1,27 Mio.       | 13,7 %      | 19,3 %          | [ Quote 18 ]  |
| 019          | 12         | 23. Apr. 2021    | 3,01 Mio. | 1,46 Mio.       | 13,7 %      | 22,3 %          | [ Quote 19 ]  |
| 020          | 13         | 30. Apr. 2021    | 2,78 Mio. | 1,30 Mio.       | 11,6 %      | 16,9 %          | [ Quote 20 ]  |
| 022          | 15         | 3. Sep. 2021     | 1,51 Mio. | 0,79 Mio.       | 10,3 %      | 18,6 %          | [ Quote 21 ]  |
| 023          | 16         | 10. Sep. 2021    | 1,88 Mio. | 0,87 Mio.       | 11,7 %      | 18,6 %          | [ Quote 22 ]  |
| 024          | 17         | 17. Sep. 2021    | 2,05 Mio. | 0,96 Mio.       | 12,2 %      | 20,2 %          | [ Quote 23 ]  |
| 025          | 18         | 24. Sep. 2021    | 1,86 Mio. | 0,87 Mio.       | 11,5 %      | 18,5 %          | [ Quote 24 ]  |
| 026          | 19         | 8. Okt. 2021     | 2,28 Mio. | 1,04 Mio.       | 13,0 %      | 21,4 %          | [ Quote 25 ]  |
| 027          | 20         | 15. Okt. 2021    | 2,26 Mio. | 1,07 Mio.       | 13,1 %      | 21,3 %          | [ Quote 26 ]  |
| 028          | 21         | 22. Okt. 2021    | 2,00 Mio. | 0,87 Mio.       | 10,9 %      | 17,9 %          | [ Quote 27 ]  |
| 029          | 22         | 29. Okt. 2021    | 2,24 Mio. | 1,13 Mio.       | 13,1 %      | 22,2 %          | [ Quote 28 ]  |
| 030          | 23         | 5. Nov. 2021     | 2,26 Mio. | 1,08 Mio.       | 11,9 %      | 19,9 %          | [ Quote 29 ]  |
| 031          | 24         | 12. Nov. 2021    | 2,87 Mio. | 1,33 Mio.       | 16,2 %      | 27,4 %          | [ Quote 30 ]  |
| 032          | 25         | 19. Nov. 2021    | 2,94 Mio. | 1,36 Mio.       | 15,3 %      | 24,2 %          | [ Quote 31 ]  |
| 033          | 26         | 26. Nov. 2021    | 2,67 Mio. | 1,23 Mio.       | 15,5 %      | 24,5 %          | [ Quote 32 ]  |
| 034          | 27         | 3. Dez. 2021     | 2,83 Mio. | 1,39 Mio.       | 14,0 %      | 23,4 %          | [ Quote 33 ]  |
| 035          | 28         | 10. Dez. 2021    | 2,76 Mio. | 1,29 Mio.       | 14,5 %      | 23,5 %          | [ Quote 34 ]  |
| 2022         |            |                  |           |                 |             |                 |               |
| 036          | 01         | 28. Jan. 2022    | 2,37 Mio. | 1,08 Mio.       | 11,7 %      | 18,5 %          | [ Quote 35 ]  |
| 037          | 02         | 4. Feb. 2022     | 2,38 Mio. | 1,15 Mio.       | 13,4 %      | 23,5 %          | [ Quote 36 ]  |
| 038          | 03         | 11. Feb. 2022    | 2,41 Mio. | 1,23 Mio.       | 15,0 %      | 26,9 %          | [ Quote 37 ]  |
| 039          | 04         | 18. Feb. 2022    | 1,99 Mio. | 0,91 Mio.       | 10,7 %      | 18,2 %          | [ Quote 38 ]  |
| 040          | 05         | 4. März 2022     | 2,76 Mio. | 1,33 Mio.       | 14,7 %      | 23,7 %          | [ Quote 39 ]  |
| 041          | 06         | 11. März 2022    | 1,89 Mio. | 1,02 Mio.       | 11,6 %      | 21,7 %          | [ Quote 40 ]  |
| 042          | 07         | 18. März 2022    | 2,38 Mio. | 1,25 Mio.       | 12,8 %      | 22,2 %          | [ Quote 41 ]  |
| 043          | 08         | 25. März 2022    | 2,28 Mio. | 1,13 Mio.       | 12,8 %      | 21,3 %          | [ Quote 42 ]  |
| 044          | 09         | 1. Apr. 2022     | 2,56 Mio. | 1,30 Mio.       | 12,6 %      | 21,9 %          | [ Quote 43 ]  |
| 045          | 10         | 8. Apr. 2022     | 2,27 Mio. | 1,07 Mio.       | 12,2 %      | 20,0 %          | [ Quote 44 ]  |
| 046          | 11         | 22. Apr. 2022    | 2,41 Mio. | 1,23 Mio.       | 12,3 %      | 21,2 %          | [ Quote 45 ]  |
| 047          | 12         | 29. Apr. 2022    | 2,12 Mio. | 1,16 Mio.       | 11,5 %      | 22,2 %          | [ Quote 46 ]  |
| 048          | 13         | 6. Mai 2022      | 2,49 Mio. | 1,28 Mio.       | 13,1 %      | 23,7 %          | [ Quote 47 ]  |
| 049          | 14         | 13. Mai 2022     | 2,28 Mio. | 1,15 Mio.       | 12,4 %      | 22,7 %          | [ Quote 48 ]  |
| 050          | 15         | 20. Mai 2022     | 1,99 Mio. | 1,09 Mio.       | 11,3 %      | 20,9 %          | [ Quote 49 ]  |
| 051          | 16         | 27. Mai 2022     | 2,63 Mio. | 1,52 Mio.       | 14,4 %      | 28,4 %          | [ Quote 50 ]  |
| 052          | 17         | 2. Sep. 2022     | 1,83 Mio. | 1,06 Mio.       | 12,0 %      | 26,1 %          | [ Quote 51 ]  |
| 053          | 18         | 9. Sep. 2022     | 1,74 Mio. | 0,80 Mio.       | 11,7 %      | 20,2 %          | [ Quote 52 ]  |
| 054          | 19         | 16. Sep. 2022    | 2,06 Mio. | 1,10 Mio.       | 12,5 %      | 24,7 %          | [ Quote 53 ]  |
| 055          | 20         | 23. Sep. 2022    | 1,61 Mio. | 0,79 Mio.       | 14,2 %      | 24,8 %          | [ Quote 54 ]  |
| 056          | 21         | 30. Sep. 2022    | 2,03 Mio. | 1,07 Mio.       | 13,0 %      | 25,2 %          | [ Quote 55 ]  |
| 057          | 22         | 7. Okt. 2022     | 2,49 Mio. | 1,33 Mio.       | 14,5 %      | 28,2 %          | [ Quote 56 ]  |
| 058          | 23         | 14. Okt. 2022    | 2,46 Mio. | 1,28 Mio.       | 14,3 %      | 27,7 %          | [ Quote 57 ]  |
| 059          | 24         | 21. Okt. 2022    | 2,01 Mio. | 0,99 Mio.       | 12,0 %      | 22,1 %          | [ Quote 58 ]  |
| 060          | 25         | 28. Okt. 2022    | 2,66 Mio. | 1,45 Mio.       | 15,4 %      | 28,8 %          | [ Quote 59 ]  |
| 061          | 26         | 4. Nov. 2022     | 2,73 Mio. | 1,44 Mio.       | 14,9 %      | 29,7 %          | [ Quote 60 ]  |
| 062          | 27         | 11. Nov. 2022    | 2,66 Mio. | 1,22 Mio.       | 15,2 %      | 26,1 %          | [ Quote 61 ]  |
| 063          | 28         | 18. Nov. 2022    | 2,88 Mio. | 1,51 Mio.       | 16,0 %      | 28,8 %          | [ Quote 62 ]  |
| 064          | 29         | 25. Nov. 2022    | 2,77 Mio. | 1,44 Mio.       | 15,4 %      | 28,8 %          | [ Quote 63 ]  |
| 065          | 30         | 2. Dez. 2022     | 2,59 Mio. | 1,32 Mio.       | 14,0 %      | 26,9 %          | [ Quote 64 ]  |
| 066          | 31         | 9. Dez. 2022     | 2,30 Mio. | 1,15 Mio.       | 12,3 %      | 22,1 %          | [ Quote 65 ]  |
| 2023         |            |                  |           |                 |             |                 |               |
| 067          | 01         | 3. Feb. 2023     | 2,44 Mio. | 1,12 Mio.       | 13,3 %      | 24,9 %          | [ Quote 66 ]  |
| 068          | 02         | 10. Feb. 2023    | 2,25 Mio. | 0,98 Mio.       | 13,2 %      | 22,1 %          | [ Quote 67 ]  |
| 069          | 03         | 17. Feb. 2023    | 1,90 Mio. | 0,88 Mio.       | 09,4 %      | 17,0 %          | [ Quote 68 ]  |
| 070          | 04         | 24. Feb. 2023    | 2,19 Mio. | 1,08 Mio.       | 12,0 %      | 22,2 %          | [ Quote 69 ]  |
| 071          | 05         | 3. März 2023     | 2,29 Mio. | 1,11 Mio.       | 12,0 %      | 20,4 %          | [ Quote 70 ]  |
| 073          | 07         | 17. März 2023    | 2,10 Mio. | 0,97 Mio.       | 11,5 %      | 19,9 %          | [ Quote 71 ]  |
| 074          | 08         | 24. März 2023    | 2,27 Mio. | 1,00 Mio.       | 12,2 %      | 20,8 %          | [ Quote 72 ]  |
| 075          | 09         | 31. März 2023    | 2,36 Mio. | 1,10 Mio.       | 13,1 %      | 23,9 %          | [ Quote 73 ]  |
| 076          | 10         | 14. Apr. 2023    | 2,10 Mio. | 1,09 Mio.       | 11,3 %      | 20,8 %          | [ Quote 74 ]  |
| 077          | 11         | 21. Apr. 2023    | 2,03 Mio. | 0,89 Mio.       | 11,4 %      | 19,1 %          | [ Quote 75 ]  |
| 078          | 12         | 28. Apr. 2023    | 1,78 Mio. | 0,78 Mio.       | 09,6 %      | 15,4 %          | [ Quote 76 ]  |
| 079          | 13         | 5. Mai 2023      | 2,16 Mio. | 0,96 Mio.       | 11,9 %      | 19,7 %          | [ Quote 77 ]  |
| 080          | 14         | 12. Mai 2023     | 2,45 Mio. | 1,01 Mio.       | 12,9 %      | 20,7 %          | [ Quote 78 ]  |
| 081          | 15         | 19. Mai 2023     | 1,82 Mio. | 0,77 Mio.       | 10,0 %      | 17,2 %          | [ Quote 79 ]  |
| 082          | 16         | 26. Mai 2023     | 1,95 Mio. | 0,89 Mio.       | 12,1 %      | 21,8 %          | [ Quote 80 ]  |
| 083          | 17         | 2. Juni 2023     | 1,87 Mio. | 0,91 Mio.       | 11,2 %      | 21,9 %          | [ Quote 81 ]  |
| 084          | 18         | 9. Juni 2023     | 1,70 Mio. | 0,91 Mio.       | 11,0 %      | 24,5 %          | [ Quote 82 ]  |
| 085          | 19         | 1. Sep. 2023     | 1,56 Mio. | 0,70 Mio.       | 11,5 %      | 22,7 %          | [ Quote 83 ]  |
| 086          | 20         | 8. Sep. 2023     | 1,69 Mio. | 0,71 Mio.       | 11,9 %      | 21,3 %          | [ Quote 84 ]  |
| 087          | 21         | 15. Sep. 2023    | 1,78 Mio. | 0,79 Mio.       | 12,1 %      | 20,0 %          | [ Quote 85 ]  |
| 088          | 22         | 22. Sep. 2023    | 1,91 Mio. | 0,89 Mio.       | 12,0 %      | 21,8 %          | [ Quote 86 ]  |
| 089          | 23         | 29. Sep. 2023    | 1,90 Mio. | 0,88 Mio.       | 12,6 %      | 23,0 %          | [ Quote 87 ]  |
| 090          | 24         | 6. Okt. 2023     | 2,10 Mio. | 0,95 Mio.       | 13,4 %      | 23,7 %          | [ Quote 88 ]  |
| 091          | 25         | 20. Okt. 2023    | 2,12 Mio. | 0,88 Mio.       | 13,1 %      | 20,9 %          | [ Quote 89 ]  |
| 092          | 26         | 27. Okt. 2023    | 2,01 Mio. | 0,85 Mio.       | 11,9 %      | 19,4 %          | [ Quote 90 ]  |
| 093          | 27         | 3. Nov. 2023     | 2,06 Mio. | 0,93 Mio.       | 12,6 %      | 22,7 %          | [ Quote 91 ]  |
| 094          | 28         | 10. Nov. 2023    | 2,23 Mio. | 1,07 Mio.       | 13,0 %      | 23,7 %          | [ Quote 92 ]  |
| 095          | 29         | 17. Nov. 2023    | 1,49 Mio. | 0,56 Mio.       | 08,8 %      | 14,8 %          | [ Quote 93 ]  |
| 096          | 30         | 24. Nov. 2023    | 2,17 Mio. | 0,82 Mio.       | 13,4 %      | 20,3 %          | [ Quote 94 ]  |
| 097          | 31         | 1. Dez. 2023     | 2,09 Mio. | 0,86 Mio.       | 12,2 %      | 20,6 %          | [ Quote 95 ]  |
| 098          | 32         | 8. Dez. 2023     | 2,41 Mio. | 1,14 Mio.       | 13,6 %      | 24,4 %          | [ Quote 96 ]  |
| 099          | 33         | 15. Dez. 2023    | 2,25 Mio. | 0,90 Mio.       | 12,6 %      | 20,0 %          | [ Quote 97 ]  |
| 2024         |            |                  |           |                 |             |                 |               |
| 100          | 01         | 26. Jan. 2024    | 2,42 Mio. | 0,99 Mio.       | 12,0 %      | 17,1 %          | [ Quote 98 ]  |
| 101          | 02         | 2. Feb. 2024     | 1,81 Mio. | 0,62 Mio.       | 09,5 %      | 12,2 %          | [ Quote 99 ]  |
| 102          | 03         | 16. Feb. 2024    | 2,03 Mio. | 0,91 Mio.       | 13,1 %      | 22,1 %          | [ Quote 100 ] |
| 103          | 04         | 23. Feb. 2024    | 2,26 Mio. | 0,89 Mio.       | 12,1 %      | 18,9 %          | [ Quote 101 ] |
| 104          | 05         | 1. März 2024     | 2,14 Mio. | 0,86 Mio.       | 12,4 %      | 19,8 %          | [ Quote 102 ] |
| 105          | 06         | 8. März 2024     | 1,88 Mio. | 0,78 Mio.       | 10,7 %      | 17,3 %          | [ Quote 103 ] |
| 106          | 07         | 15. März 2024    | 2,05 Mio. | 0,78 Mio.       | 11,8 %      | 18,4 %          | [ Quote 104 ] |
| 107          | 08         | 22. März 2024    | 1,98 Mio. | 0,93 Mio.       | 11,3 %      | 22,4 %          | [ Quote 105 ] |
| 108          | 09         | 5. Apr. 2024     | 2,27 Mio. | 0,98 Mio.       | 13,3 %      | 23,1 %          | [ Quote 106 ] |
| 109          | 10         | 12. Apr. 2024    | 2,07 Mio. | 0,82 Mio.       | 12,4 %      | 21,7 %          | [ Quote 107 ] |
| 110          | 11         | 19. Apr. 2024    | 2,13 Mio. | 0,87 Mio.       | 12,2 %      | 21,8 %          | [ Quote 108 ] |
| 111          | 12         | 26. Apr. 2024    | 1,88 Mio. | 0,73 Mio.       | 11,2 %      | 19,1 %          | [ Quote 109 ] |
| 112          | 13         | 3. Mai 2024      | 2,06 Mio. | 0,86 Mio.       | 11,6 %      | 18,2 %          | [ Quote 110 ] |
| 113          | 14         | 10. Mai 2024     | 1,64 Mio. | 0,58 Mio.       | 10,5 %      | 15,1 %          | [ Quote 111 ] |
| 114          | 15         | 17. Mai 2024     | 2,04 Mio. | 0,90 Mio.       | 12,1 %      | 21,7 %          | [ Quote 112 ] |
| 115          | 16         | 24. Mai 2024     | 1,96 Mio. | 0,78 Mio.       | 11,5 %      | 18,5 %          | [ Quote 113 ] |
| 116          | 17         | 31. Mai 2024     | 1,88 Mio. | 0,95 Mio.       | 11,6 %      | 23,0 %          | [ Quote 114 ] |
| 117          | 18         | 7. Juni 2024     | 1,94 Mio. | 0,83 Mio.       | 11,7 %      | 19,3 %          | [ Quote 115 ] |
| 118          | 19         | 30. Aug. 2024    | 1,28 Mio. | 0,48 Mio.       | 10,3 %      | 15,3 %          | [ Quote 116 ] |
| 119          | 20         | 6. Sep. 2024     | 1,45 Mio. | 0,60 Mio.       | 12,3 %      | 21,0 %          | [ Quote 117 ] |
| 120          | 21         | 13. Sep. 2024    | 1,66 Mio. | 0,72 Mio.       | 11,4 %      | 22,4 %          | [ Quote 118 ] |
| 121          | 22         | 20. Sep. 2024    | 1,97 Mio. | 0,91 Mio.       | 13,2 %      | 24,3 %          | [ Quote 119 ] |
| 122          | 23         | 27. Sep. 2024    | 1,75 Mio. | 0,75 Mio.       | 12,2 %      | 22,2 %          | [ Quote 120 ] |
| 123          | 24         | 4. Okt. 2024     | 2,16 Mio. | 0,94 Mio.       | 13,7 %      | 24,8 %          | [ Quote 121 ] |
| 124          | 25         | 11. Okt. 2024    | 1,94 Mio. | 0,80 Mio.       | 12,2 %      | 20,7 %          | [ Quote 122 ] |
| 125          | 26         | 18. Okt. 2024    | 1,76 Mio. | 0,72 Mio.       | 11,3 %      | 19,6 %          | [ Quote 123 ] |
| 126          | 27         | 25. Okt. 2024    | 2,26 Mio. | 0,87 Mio.       | 14,1 %      | 22,1 %          | [ Quote 124 ] |
| 127          | 28         | 8. Nov. 2024     | 2,28 Mio. | 0,84 Mio.       | 15,3 %      | 25,5 %          | [ Quote 125 ] |
| 128          | 29         | 15. Nov. 2024    | 2,28 Mio. | 0,90 Mio.       | 13,3 %      | 22,4 %          | [ Quote 126 ] |
| 129          | 30         | 22. Nov. 2024    | 2,17 Mio. | 0,82 Mio.       | 12,9 %      | 20,7 %          | [ Quote 127 ] |
| 130          | 31         | 29. Nov. 2024    | 2,08 Mio. | 0,80 Mio.       | 12,7 %      | 20,4 %          | [ Quote 128 ] |
| 131          | 32         | 6. Dez. 2024     | 2,34 Mio. | 0,82 Mio.       | 14,3 %      | 21,3 %          | [ Quote 129 ] |
| 132          | 33         | 13. Dez. 2024    | 1,95 Mio. | 0,78 Mio.       | 11,7 %      | 21,0 %          | [ Quote 130 ] |
| 2025         |            |                  |           |                 |             |                 |               |
| 133          | 01         | 7. Feb. 2025     | 2,15 Mio. | 0,79 Mio.       | 13,0 %      | 20,4 %          | [ Quote 131 ] |
| 134          | 02         | 14. Feb. 2025    | 2,15 Mio. | 0,82 Mio.       | 13,6 %      | 21,4 %          | [ Quote 132 ] |
| 135          | 03         | 21. Feb. 2025    | 2,46 Mio. | 1,08 Mio.       | 13,9 %      | 24,5 %          | [ Quote 133 ] |
| 136          | 04         | 28. Feb. 2025    | 2,04 Mio. | 0,84 Mio.       | 11,0 %      | 19,1 %          | [ Quote 134 ] |
| 137          | 05         | 7. März 2025     | 2,31 Mio. | 0,96 Mio.       | 14,1 %      | 23,6 %          | [ Quote 135 ] |
| 138          | 06         | 14. März 2025    | 2,37 Mio. | 1,04 Mio.       | 14,2 %      | 26,0 %          | [ Quote 136 ] |
| 139          | 07         | 21. März 2025    | 1,98 Mio. | 0,72 Mio.       | 12,6 %      | 20,8 %          | [ Quote 137 ] |
| 140          | 08         | 28. März 2025    | 1,75 Mio. | 0,73 Mio.       | 11,5 %      | 20,4 %          | [ Quote 138 ] |
| 141          | 09         | 4. Apr. 2025     | 2,22 Mio. | 0,93 Mio.       | 14,0 %      | 23,3 %          | [ Quote 139 ] |
| 142          | 10         | 11. Apr. 2025    | 2,23 Mio. | 0,93 Mio.       | 14,0 %      | 22,5 %          | [ Quote 140 ] |
| 143          | 11         | 25. Apr. 2025    | 2,39 Mio. | 0,90 Mio.       | 14,7 %      | 20,8 %          | [ Quote 141 ] |
| 144          | 14         | 2. Mai 2025      | 1,79 Mio. | 0,67 Mio.       | 13,0 %      | 20,5 %          | [ Quote 142 ] |
| 145          | 13         | 9. Mai 2025      | 2,10 Mio. | 0,87 Mio.       | 13,3 %      | 22,8 %          | [ Quote 143 ] |
| 146          | 14         | 16. Mai 2025     | 2,13 Mio. | 0,87 Mio.       | 13,8 %      | 25,3 %          | [ Quote 144 ] |
| 147          | 15         | 23. Mai 2025     | 2,05 Mio. | 0,86 Mio.       | 12,6 %      | 20,9 %          | [ Quote 145 ] |
| 148          | 16         | 30. Mai 2025     | 1,83 Mio. | 0,78 Mio.       | 12,5 %      | 23,4 %          | [ Quote 146 ] |
| 149          | 17         | 6. Juni 2025     | 1,80 Mio. | 0,71 Mio.       | 13,1 %      | 21,3 %          | [ Quote 147 ] |
| 150          | 18         | 13. Juni 2025    | 1,04 Mio. | 0,39 Mio.       | 09,1 %      | 13,1 %          | [ Quote 148 ] |

Anmerkungen:
1. 1 2  Fett: Höchster Wert in dieser Kategorie. Kursiv: Niedrigster Wert in dieser Kategorie

### Quote
1. ↑  Uwe Mantel: Böhmermann sammelt noch Hunderttausende Zuschauer ein. In: DWDL.de. 12. November 2020, abgerufen am 12. November 2020.
2. ↑  Alexander Krei: Warum die „heute-show“ fast so stark ist wie der „Tatort“. In: DWDL.de. 19. November 2020, abgerufen am 19. November 2020.
3. ↑  Alexander Krei: „Supertalent“ profitiert kaum von zeitversetzter Nutzung. In: DWDL.de. 26. November 2020, abgerufen am 26. November 2020.
4. ↑  Timo Niemeier: Joko & Klaas vergrößern Vorsprung aufs „Supertalent“ noch. In: DWDL.de. 3. Dezember 2020, abgerufen am 3. Dezember 2020.
5. ↑  Uwe Mantel: Teddy schwächer, „Bachelorette“ stärker als gedacht. In: DWDL.de. 10. Dezember 2020, abgerufen am 10. Dezember 2020.
6. ↑  Uwe Mantel: ARD-Vorabendserien legen nachträglich deutlich zu. In: DWDL.de. 17. Dezember 2020, abgerufen am 17. Dezember 2020.
7. ↑  Uwe Mantel: "Traumschiff", Welke, „Friesland“: ZDF legt noch weiter zu. In: DWDL.de. 7. Januar 2021, abgerufen am 18. Januar 2021.
8. ↑  Uwe Mantel: Gottschalk knackt 20-Prozent-Marke, DMAX bügelt Delle aus. In: DWDL.de. 4. Februar 2021, abgerufen am 4. Februar 2021.
9. ↑  Uwe Mantel: "Super Bowl" noch stärker, M'Barek bleibt vor Gottschalk. In: DWDL.de. 11. Februar 2021, abgerufen am 12. Februar 2021.
10. ↑  Uwe Mantel: Mälzer legt nachträglich zu, kein Nachschlag für "Knossi". In: DWDL.de. 18. Februar 2021, abgerufen am 18. Februar 2021.
11. ↑  Uwe Mantel: "Late Night Alter" sammelt sein Publikum zusammen. In: DWDL.de. 25. Februar 2021, abgerufen am 25. Februar 2021.
12. ↑  Uwe Mantel: Nachschlag fürs "Promibacken", auch Lanz legt nach. In: DWDL.de. 4. März 2021, abgerufen am 5. März 2021.
13. ↑  Alexander Krei: Shows, Shows, Shows: Die nachträglichen Quoten-Sieger. In: DWDL.de. 11. März 2021, abgerufen am 11. März 2021.
14. ↑  Uwe Mantel: "Love Island": Deutlicher Schub durch zeitversetzte Nutzung. In: DWDL.de. 18. März 2021, abgerufen am 18. März 2021.
15. ↑  Uwe Mantel: Zeitversetzte Nutzung und Mediathek treibt "Ku'damm"-Quoten. In: DWDL.de. 25. März 2021, abgerufen am 25. März 2021.
16. ↑  Uwe Mantel: "Promibacken" legt nachträglich noch deutlich zu. In: DWDL.de. 1. April 2021, abgerufen am 2. April 2021.
17. ↑  Uwe Mantel: "Studio Schmitt" sammelt nachträglich viele Zuschauer ein. In: DWDL.de. 16. April 2021, abgerufen am 17. April 2021.
18. ↑  Uwe Mantel: "Sturm der Liebe": Zeitversetzte Nutzung lässt Quoten steigen. In: DWDL.de. 22. April 2021, abgerufen am 23. April 2021.
19. ↑  Uwe Mantel: "Chernobyl"-Abend legte nachträglich noch deutlich zu. In: DWDL.de. 29. April 2021, abgerufen am 29. April 2021.
20. ↑  Uwe Mantel: Vox-Löwen, Joko & Klaas und "Fritzie" legen nachträglich zu. In: DWDL.de. 6. Mai 2021, abgerufen am 7. Mai 2021.
21. ↑  Alexander Krei: Starke Böhmermann-Quoten: Er kam zurück, sah und siegte. In: DWDL.de. 9. September 2021, abgerufen am 10. September 2021.
22. ↑  Uwe Mantel: "Love Island" profitiert stark von zeitversetzter Nutzung. In: DWDL.de. 16. September 2021, abgerufen am 16. September 2021.
23. ↑  Uwe Mantel: "Late Night Berlin" kann nachträglich deutlich zulegen. In: DWDL.de. 23. September 2021, abgerufen am 23. September 2021.
24. ↑  Alexander Krei: "The Taste" und "Höhle der Löwen" im nachträglichen Aufwind. In: DWDL.de. 30. September 2021, abgerufen am 30. September 2021.
25. ↑  Uwe Mantel: Kräftiger Nachschlag für "The Voice" und "The Taste". In: DWDL.de. 14. Oktober 2021, abgerufen am 14. Oktober 2021.
26. ↑  Uwe Mantel: "Masked Singer" vergrößert Vorsprung aufs "Supertalent" noch. In: DWDL.de. 21. Oktober 2021, abgerufen am 22. Oktober 2021.
27. ↑  Uwe Mantel: "Maithink X" legt nachträglich stark zu, "Extra 3" mit Rekord. In: DWDL.de. 28. Oktober 2021, abgerufen am 29. Oktober 2021.
28. ↑  Uwe Mantel: "Herzblut-Aufgabe": Quoten-Hoch entpuppt sich als Luftschloss. In: DWDL.de. 4. November 2021, abgerufen am 5. November 2021.
29. ↑  Uwe Mantel: "Wetten, dass..?"-Reichweite stieg noch deutlich an. In: DWDL.de. 11. November 2021, abgerufen am 14. November 2021.
30. ↑  Uwe Mantel: "ZDF Magazin Royale": Rekord-Nachschlag für Rekord-Quote. In: DWDL.de. 18. November 2021, abgerufen am 19. November 2021.
31. ↑  Uwe Mantel: "The Voice" rettet sich noch über die 10-Prozent-Marke. In: DWDL.de. 25. November 2021, abgerufen am 25. November 2021.
32. ↑  Uwe Mantel: "heute-show"-Reichweite steigt nachträglich um fast 1 Million. In: DWDL.de. 2. Dezember 2021, abgerufen am 5. Dezember 2021.
33. ↑  Uwe Mantel: Joko und Klaas steigern sich zwei Mal über 20 Prozent. In: DWDL.de. 9. Dezember 2021, abgerufen am 10. Dezember 2021.
34. ↑  Alexander Krei: Über eine Million mehr: "heute-show" mit Rekord-Nachschlag. In: DWDL.de. 16. Dezember 2021, abgerufen am 16. Dezember 2021.
35. ↑  Alexander Krei: "Wannseekonferenz" baut Quoten aus, deutlich mehr Dschungel-Fans. In: DWDL.de. 3. Februar 2022, abgerufen am 3. Februar 2022.
36. ↑  Uwe Mantel: Wie sich der Dschungel steigerte, aber von GNTM die Show stehlen ließ. In: DWDL.de. 10. Februar 2022, abgerufen am 11. Februar 2022.
37. ↑  Uwe Mantel: Super Bowl: Halbzeitshow war auch zeitversetzt ein Hit. In: DWDL.de. 17. Februar 2022, abgerufen am 18. Februar 2022.
38. ↑  Uwe Mantel: Deutlicher Nachschlag für "Extra 3" und "IbeS-Nachspiel". In: DWDL.de. 24. Februar 2022, abgerufen am 25. Februar 2022.
39. ↑  Uwe Mantel: Satire-Shows zu Krisen-Zeiten besonders gefragt. In: DWDL.de. 10. März 2022, abgerufen am 11. März 2022.
40. ↑  Uwe Mantel: Auch zeitversetzte Nutzung kann Show-Flops nicht retten. In: DWDL.de. 17. März 2022, abgerufen am 17. März 2022.
41. ↑  Uwe Mantel: ZDF-Satire weiter vorn, "Voice Kids" kratzt an den 10 Prozent. In: DWDL.de. 24. März 2022, abgerufen am 24. März 2022.
42. ↑  Uwe Mantel: "Love Island" kann nachträglich noch erheblich zulegen. In: DWDL.de. 31. März 2022, abgerufen am 31. März 2022.
43. ↑  Uwe Mantel: Mega-Nachschlag für "Studio Schmitt" bei ZDFneo. In: DWDL.de. 7. April 2022, abgerufen am 7. April 2022.
44. ↑  Uwe Mantel: "Euer Ehren" steigert Staffel-Schnitt nachträglich deutlich. In: DWDL.de. 14. April 2022, abgerufen am 15. April 2022.
45. ↑  Uwe Mantel: Vox-Löwen machen Feiertags-Delle nachträglich wett. In: DWDL.de. 28. April 2022, abgerufen am 28. April 2022.
46. ↑  Alexander Krei: "Die jungen Ärzte" gewinnen nachträglich viele Fans. In: DWDL.de. 5. Mai 2022, abgerufen am 5. Mai 2022.
47. ↑  Uwe Mantel: Rekord-Nachschlag für Böhmermanns Kliemann-Sendung. In: DWDL.de. 12. Mai 2022, abgerufen am 12. Mai 2022.
48. ↑  Alexander Krei: "Studio Schmitt" gewinnt deutlich, kaum Nachschlag für ESC. In: DWDL.de. 19. Mai 2022, abgerufen am 19. Mai 2022.
49. ↑  Uwe Mantel: Gärtner, Camper, Köche: Vox-Sonntag legt nachträglich zu. In: DWDL.de. 27. Mai 2022, abgerufen am 27. Mai 2022.
50. ↑  Uwe Mantel: Rekord-Nachschlag für Böhmermanns #polizeikontrolle. In: DWDL.de. 2. Juni 2022, abgerufen am 2. Juni 2022.
51. ↑  Uwe Mantel: "ZDF Magazin Royale" legt um über neun Prozentpunkte zu. In: DWDL.de. 8. September 2022, abgerufen am 10. September 2022.
52. ↑  Alexander Krei: Nächtlicher Riesen-Nachschlag für "extra 3" im Ersten. In: DWDL.de. 15. September 2022, abgerufen am 15. September 2022.
53. ↑  Alexander Krei: "MaiThink X" verdoppelt Reichweite nachträglich beinahe. In: DWDL.de. 22. September 2022, abgerufen am 22. September 2022.
54. ↑  Uwe Mantel: Neue Rekord-Aufschläge für Welke und Böhmermann. In: DWDL.de. 29. September 2022, abgerufen am 29. September 2022.
55. ↑  Alexander Krei: "Junge Ärzte" und "Schiffsarzt" sammeln weitere Fans ein. In: DWDL.de. 6. Oktober 2022, abgerufen am 7. Oktober 2022.
56. ↑  Uwe Mantel: Nächster Böhmermann-Rekord, Zweiteiler punktet nachträglich. In: DWDL.de. 13. Oktober 2022, abgerufen am 13. Oktober 2022.
57. ↑  Uwe Mantel: "Süßer Rausch" wirkt nach, "Reimanns" erreichen Bestwert. In: DWDL.de. 20. Oktober 2022, abgerufen am 20. Oktober 2022.
58. ↑  Uwe Mantel: "The Masked Singer" zieht noch an "RTL-Wasserspielen" vorbei. In: DWDL.de. 27. Oktober 2022, abgerufen am 28. Oktober 2022.
59. ↑  Uwe Mantel: Immerhin: Kleiner Nachschlag für die erste "Britt"-Woche. In: DWDL.de. 3. November 2022, abgerufen am 3. November 2022.
60. ↑  Uwe Mantel: "The Taste" steigert sich nachträglich auf Staffelbestwert. In: DWDL.de. 10. November 2022, abgerufen am 11. November 2022.
61. ↑  Uwe Mantel: Große Aufschläge für Münster-"Tatort" und "The Taste". In: DWDL.de. 17. November 2022, abgerufen am 18. November 2022.
62. ↑  Alexander Krei: Gottschalk, Bauern und "Big Brother" steigern sich. In: DWDL.de. 24. November 2022, abgerufen am 27. November 2022.
63. ↑  Alexander Krei: "Promi Big Brother" gehört zu den Gewinnern der Woche. In: DWDL.de. 1. Dezember 2022, abgerufen am 2. Dezember 2022.
64. ↑  Uwe Mantel: "Promi Big Brother": Zeitversetzte Nutzung ließ etwas nach. In: DWDL.de. 8. Dezember 2022, abgerufen am 8. Dezember 2022.
65. ↑  Uwe Mantel: Nachschlag für Mälzer, "Lego Masters" baut Vorsprung aus. In: DWDL.de. 15. Dezember 2022, abgerufen am 18. Dezember 2022.
66. ↑  Uwe Mantel: RTL-"Dünentod" und Sat.1-"Promibacken" legen nachträglich zu. In: DWDL.de. 9. Februar 2023, abgerufen am 9. Februar 2023.
67. ↑  Uwe Mantel: "37 Grad": E-Sport-Folge findet zeitversetzt viel junges Publikum. In: DWDL.de. 17. Februar 2023, abgerufen am 20. Februar 2023.
68. ↑  Uwe Mantel: "Let's Dance", "GNTM" und "WSMDS" legen nachträglich zu. In: DWDL.de. 23. Februar 2023, abgerufen am 23. Februar 2023.
69. ↑  Uwe Mantel: Heidi und Helena knacken noch die 2-Millionen-Marke. In: DWDL.de. 2. März 2023, abgerufen am 2. März 2023.
70. ↑  Uwe Mantel: "Studio Schmitt": Staffel-Auftakt steigert sich auf Rekordquote. In: DWDL.de. 9. März 2023, abgerufen am 9. März 2023.
71. ↑  Alexander Krei: "GNTM"-Umstyling legt nachträglich noch kräftig zu. In: DWDL.de. 23. März 2023, abgerufen am 23. März 2023.
72. ↑  Uwe Mantel: "Tatort" knackt noch 10 Mio-Marke, neuer "Alter" beeindruckt. In: DWDL.de. 30. März 2023, abgerufen am 30. März 2023.
73. ↑  Uwe Mantel: Zeitversetzte Nutzung für "heute-show" immer wichtiger. In: DWDL.de. 6. April 2023, abgerufen am 7. April 2023.
74. ↑  Uwe Mantel: Kebekus und "KdRS" kratzen nachträglich an 10-Prozent-Marke. In: DWDL.de. 20. April 2023, abgerufen am 20. April 2023.
75. ↑  Alexander Krei: "Trigger Point" in den Top 10, "Tatort" überspringt 30 Prozent. In: DWDL.de. 27. April 2023, abgerufen am 27. April 2023.
76. ↑  Alexander Krei: "ZDF Magazin" schwächer als sonst, über 20 % für Joko & Klaas. In: DWDL.de. 4. Mai 2023, abgerufen am 12. Mai 2023.
77. ↑  Uwe Mantel: Ordentlicher Nachschlag für "The Taste" und Kebekus. In: DWDL.de. 11. Mai 2023, abgerufen am 12. Mai 2023.
78. ↑  Alexander Krei: ESC punktet nur live, "heute-show" größter Gewinner. In: DWDL.de. 19. Mai 2023, abgerufen am 20. Mai 2023.
79. ↑  Uwe Mantel: "Housewives" überraschen bei Sixx, Vox-Serie verliert noch. In: DWDL.de. 25. Mai 2023, abgerufen am 25. Mai 2023.
80. ↑  Uwe Mantel: Rekord-Nachschlag für "GNTM", großes Plus für "Studio Schmitt". In: DWDL.de. 1. Juni 2023, abgerufen am 1. Juni 2023.
81. ↑  Uwe Mantel: "Markus Lanz" sammelt am Tag danach viel Publikum ein. In: DWDL.de. 9. Juni 2023, abgerufen am 11. Juni 2023.
82. ↑  Uwe Mantel: Starker Abschied fürs "ZDF Magazin Royale" vor der Pause. In: DWDL.de. 15. Juni 2023, abgerufen am 15. Juni 2023.
83. ↑  Uwe Mantel: Jan Böhmermann im Nachschlag-Ranking direkt vorn. In: DWDL.de. 7. September 2023, abgerufen am 8. September 2023.
84. ↑  Timo Niemeier: "heute-show" zeitversetzt mit massivem Nachschlag. In: DWDL.de. 14. September 2023, abgerufen am 14. September 2023.
85. ↑  Timo Niemeier: "Love Island" auch zeitversetzt weniger stark als noch 2022. In: DWDL.de. 21. September 2023, abgerufen am 21. September 2023.
86. ↑  Timo Niemeier: "Sommerhaus" legt nachträglich stark zu, "Verräter" ein bisschen. In: DWDL.de. 28. September 2023, abgerufen am 29. September 2023.
87. ↑  Timo Niemeier: Nachträgliche TV-Nutzung: "Babylon Berlin" profitiert stark. In: DWDL.de. 5. Oktober 2023, abgerufen am 5. Oktober 2023.
88. ↑  Timo Niemeier: "Duell um die Welt" verbessert sich, "Babylon Berlin" auch. In: DWDL.de. 12. Oktober 2023, abgerufen am 12. Oktober 2023.
89. ↑  Timo Niemeier: "Neo Ragazzi" und Satire-Sendungen zeitversetzt größte Hits. In: DWDL.de. 26. Oktober 2023, abgerufen am 26. Oktober 2023.
90. ↑  Uwe Mantel: Kräftiger Nachschlag für Joko & Klaas, "HadeB", "The Taste". In: DWDL.de. 2. November 2023, abgerufen am 2. November 2023.
91. ↑  Uwe Mantel: "WSMDS" und "Sommerhaus" nachträglich stark im Plus. In: DWDL.de. 9. November 2023, abgerufen am 10. November 2023.
92. ↑  Timo Niemeier: Starkes "The Taste" legt nachträglich noch deutlich zu. In: DWDL.de. 16. November 2023, abgerufen am 19. November 2023.
93. ↑  Timo Niemeier: "Late Night Berlin": Höchster Nachschlag der Format-Geschichte. In: DWDL.de. 23. November 2023, abgerufen am 23. November 2023.
94. ↑  Uwe Mantel: Gottschalk-Abschied noch stärker, Rekord-Aufschlag für "The Taste". In: DWDL.de. 30. November 2023, abgerufen am 30. November 2023.
95. ↑  Timo Niemeier: "WSMDS": Schweighöfer sorgt für einen XXL-Nachschlag. In: DWDL.de. 7. Dezember 2023, abgerufen am 10. Dezember 2023.
96. ↑  Uwe Mantel: "Die Saat" der ARD geht nachträglich noch weiter auf. In: DWDL.de. 14. Dezember 2023, abgerufen am 14. Dezember 2023.
97. ↑  Uwe Mantel: Großer Nachschlag für Breyers "Welt der Superreichen" im ZDF. In: DWDL.de. 21. Dezember 2023, abgerufen am 22. Dezember 2023.
98. ↑  Uwe Mantel: "IbeS"-Reichweite stieg nachträglich im Schnitt um 750.000. In: DWDL.de. 5. Februar 2024, abgerufen am 5. Februar 2024.
99. ↑  Uwe Mantel: Staffelbilanz: Dschungelcamp so stark wie seit Jahren nicht. In: DWDL.de. 21. Februar 2024, abgerufen am 21. Februar 2024.
100. ↑  Timo Niemeier: "GNTM" startete so stark wie nie zuvor in die neue Staffel. In: DWDL.de. 26. Februar 2024, abgerufen am 26. Februar 2024.
101. ↑  Timo Niemeier: "Let's Dance" ist auch in der Nachbetrachtung ein Schwergewicht. In: DWDL.de. 4. März 2024, abgerufen am 4. März 2024.
102. ↑  Uwe Mantel: Rekord-Nachschlag für "Germany's Next Topmodel". In: DWDL.de. 11. März 2024, abgerufen am 15. März 2024.
103. ↑  Uwe Mantel: Großer Nachschlag für "WSMDS", Nachholeffekt bei "Biggest Loser". In: DWDL.de. 18. März 2024, abgerufen am 19. März 2024.
104. ↑  Uwe Mantel: "WSMDS" trotzt erfolgreich dem linearen Abwärtstrend. In: DWDL.de. 25. März 2024, abgerufen am 25. März 2024.
105. ↑  Uwe Mantel: Länderspiel-Quote steigt nochmal, "GNTM"-Umstyling mit Rekord. In: DWDL.de. 2. April 2024, abgerufen am 2. April 2024.
106. ↑  Uwe Mantel: "Berlin - Tag & Nacht" schwingt sich noch zu Jahresbestwert auf. In: DWDL.de. 15. April 2024, abgerufen am 15. April 2024.
107. ↑  Uwe Mantel: "Charité" macht einen kleinen Teil der Verluste wett. In: DWDL.de. 22. April 2024, abgerufen am 23. April 2024.
108. ↑  Uwe Mantel: "Masked Singer" zieht nachträglich an "Drei gegen Einen" vorbei. In: DWDL.de. 29. April 2024, abgerufen am 29. April 2024.
109. ↑  Uwe Mantel: Großer Nachschlag für "Let's Dance", "GNTM", "Masked Singer", "KdRS". In: DWDL.de. 6. Mai 2024, abgerufen am 6. Mai 2024.
110. ↑  Uwe Mantel: Joko & Klaas machen Fußball-Delle nachträglich teils noch wett. In: DWDL.de. 13. Mai 2024, abgerufen am 13. Mai 2024.
111. ↑  Uwe Mantel: Sat.1-"Landarztpraxis" steigert sich nachträglich deutlich. In: DWDL.de. 20. Mai 2024, abgerufen am 20. Mai 2024.
112. ↑  Timo Niemeier: RTLzwei-"Realitystars" legen zeitversetzt so stark zu wie noch nie. In: DWDL.de. 27. Mai 2024, abgerufen am 28. Mai 2024.
113. ↑  Uwe Mantel: "Let's Dance"-Bilanz: 17. Staffel holt Rekordmarktanteil. In: DWDL.de. 3. Juni 2024, abgerufen am 12. Juni 2024.
114. ↑  Uwe Mantel: Nachschlag für CL-Abend im ZDF, RTL-Bauern profitieren kaum. In: DWDL.de. 10. Juni 2024, abgerufen am 12. Juni 2024.
115. ↑  Uwe Mantel: Starker Nachschlag für "Starkes Team", Dailys legen freitags nach. In: DWDL.de. 17. Juni 2024, abgerufen am 18. Juni 2024.
116. ↑  Alexander Krei: "Beyond Paradise" mit den höchsten Quoten-Nachschlägen. In: DWDL.de. 9. September 2024, abgerufen am 9. September 2024.
117. ↑  Uwe Mantel: Kräftiger Nachschlag für "WSMDS", "WWM" verliert leicht Marktanteil. In: DWDL.de. 16. September 2024, abgerufen am 17. September 2024.
118. ↑  Uwe Mantel: "heute-show"-Reichweite steigt nachträglich um 1 Million. In: DWDL.de. 23. September 2024, abgerufen am 24. September 2024.
119. ↑  Uwe Mantel: Nachschlag für "Spreewaldklinik", auch "Sommerhaus" legt nach. In: DWDL.de. 30. September 2024, abgerufen am 30. September 2024.
120. ↑  Uwe Mantel: Nuhr mit Rekord-Nachschlag, "BuViCoCo" funktioniert nur live. In: DWDL.de. 7. Oktober 2024, abgerufen am 7. Oktober 2024.
121. ↑  Uwe Mantel: Nachschlag für Maischberger und Lanz, Millionen-Plus für "heute-show". In: DWDL.de. 14. Oktober 2024, abgerufen am 14. Oktober 2024.
122. ↑  Uwe Mantel: "Promi Big Brother" kann nachträglich noch deutlich zulegen. In: DWDL.de. 21. Oktober 2024, abgerufen am 21. Oktober 2024.
123. ↑  Uwe Mantel: ZDF-Krimi baut Vorsprung vor "Tatort" aus, Puffi legt deutlich zu. In: DWDL.de. 28. Oktober 2024, abgerufen am 28. Oktober 2024.
124. ↑  Timo Niemeier: Lanz-Jubiläum legt nachträglich noch mächtig zu. In: DWDL.de. 4. November 2024, abgerufen am 4. November 2024.
125. ↑  Uwe Mantel: "Promi-Büßen" verdoppelt Quote, Rekord-Aufschlag für Welke & Nuhr. In: DWDL.de. 18. November 2024, abgerufen am 18. November 2024.
126. ↑  Uwe Mantel: Kräftiger Nachschlag für "AWZ", erneut Millionen-Plus für "heute-show". In: DWDL.de. 25. November 2024, abgerufen am 26. November 2024.
127. ↑  Uwe Mantel: "Masked Singer" zieht nachträglich an Ehrlich Brothers vorbei. In: DWDL.de. 2. Dezember 2024, abgerufen am 3. Dezember 2024.
128. ↑  Timo Niemeier: Böhmermann sorgt gleich doppelt für Quoten-Nachschlag. In: DWDL.de. 9. Dezember 2024, abgerufen am 9. Dezember 2024.
129. ↑  Uwe Mantel: Wieder Rekordnachschlag für Welke, "Marnow" klar im Plus. In: DWDL.de. 16. Dezember 2024, abgerufen am 17. Dezember 2024.
130. ↑  Uwe Mantel: "Tatort" kratzt an 12 Mio-Marke, "The Taste" und "Reimanns" im Plus. In: DWDL.de. 23. Dezember 2024, abgerufen am 25. Dezember 2024.
131. ↑  Uwe Mantel: Wie sich der frühere Dschungel-Platz auf die Quote auswirkte. In: DWDL.de. 17. Februar 2025, abgerufen am 19. Februar 2025.
132. ↑  Uwe Mantel: Rekord-Nachschlag für Welke, "Spuren" legt kräftig zu. In: DWDL.de. 24. Februar 2025, abgerufen am 25. Februar 2025.
133. ↑  Uwe Mantel: "GNTM" überholt Raab und die Ritters nachträglich locker. In: DWDL.de. 3. März 2025, abgerufen am 6. März 2025.
134. ↑  Uwe Mantel: Nach der Wahl: "heute-show" legt so stark zu wie noch nie. In: DWDL.de. 11. März 2025, abgerufen am 12. März 2025.
135. ↑  Timo Niemeier: Nachschläge wohin man blickt für "Germany's Next Topmodel". In: DWDL.de. 17. März 2025, abgerufen am 17. März 2025.
136. ↑  Uwe Mantel: "Schlag den Star" robbt sich nachträglich näher an Raab ran. In: DWDL.de. 24. März 2025, abgerufen am 24. März 2025.
137. ↑  Uwe Mantel: Rekord-Plus für "Let's Dance", "Sehr gutes Quiz" vergrößert Vorsprung. In: DWDL.de. 31. März 2025, abgerufen am 31. März 2025.
138. ↑  Timo Niemeier: Klaas' Late-Night-Abschied erzielt Rekord-Nachschlag. In: DWDL.de. 7. April 2025, abgerufen am 8. April 2025.
139. ↑  Timo Niemeier: Fiderallala! Münster-"Tatort" auch zeitversetzt ein großer Hit. In: DWDL.de. 14. April 2025, abgerufen am 15. April 2025.
140. ↑  Uwe Mantel: Beste Woche 2025: Kräftiger Nachschlag für "Landarztpraxis". In: DWDL.de. 21. April 2025, abgerufen am 21. April 2025.
141. ↑  Timo Niemeier: Böhmermanns E-Scooter-Tour auch zeitversetzt ein großer Hit. In: DWDL.de. 5. Mai 2025, abgerufen am 5. Mai 2025.
142. ↑  Timo Niemeier: ARD-Miniserien waren auch zeitversetzt stark nachgefragt. In: DWDL.de. 12. Mai 2025, abgerufen am 26. Mai 2025.
143. ↑  Uwe Mantel: RTLzwei-Realitystars können nachträglich kräftig zulegen. In: DWDL.de. 19. Mai 2025, abgerufen am 26. Mai 2025.
144. ↑  Uwe Mantel: Nachschlag für ESC, "Most Wanted" knackt noch 10 Prozent. In: DWDL.de. 26. Mai 2025, abgerufen am 26. Mai 2025.
145. ↑  Uwe Mantel: "Berlin - Tag & Nacht" hat stärkste Woche 2025 hinter sich. In: DWDL.de. 2. Juni 2025, abgerufen am 2. Juni 2025.
146. ↑  Alexander Krei: Von "heute-show" bis Nuhr: Satire-Quartett führt Hitliste an. In: DWDL.de. 9. Juni 2025, abgerufen am 9. Juni 2025.
147. ↑  Uwe Mantel: Schweiger vs. Geiss: Rekord-Nachschlag für "Schlag den Star". In: DWDL.de. 16. Juni 2025, abgerufen am 16. Juni 2025.
148. ↑  Uwe Mantel: "heute-show Spezial" führt Nachschlags-Ranking an. In: DWDL.de. 23. Juni 2025, abgerufen am 23. Juni 2025.